# Cristianismo
Cristianismo (do grego Xριστός, "Christós", messias, ungido, do heb. משיח "Mashiach") é uma religião monoteísta abraâmica baseada na vida e nos ensinamentos de Jesus de Nazaré. É a maior e mais difundida religião do mundo, com cerca de 2,4 bilhões* de seguidores, representando um terço da população global. Estima-se que seus adeptos, conhecidos como cristãos, constituem a maioria da população em 157 países e territórios. A maioria dos cristãos acredita que Jesus é o Filho de Deus, cuja vinda como o Messias foi profetizada na Bíblia hebraica (chamada de Antigo Testamento no cristianismo) e registrada no Novo Testamento.
O cristianismo permanece culturalmente diverso em seus ramos ocidental e oriental, bem como em suas doutrinas relativas à justificação e à natureza da salvação, eclesiologia, ordenação e cristologia. Os credos de várias denominações cristãs geralmente têm em comum Jesus como o Filho de Deus — o Logos encarnado — que ministrou, sofreu e morreu na cruz, mas ressuscitou dos mortos para a salvação da humanidade. Os quatro evangelhos canônicos de Mateus, Marcos, Lucas e João descrevem a vida e os ensinamentos de Jesus, com o Antigo Testamento como contexto do evangelho.
O cristianismo começou no século I como uma seita judaica com influência helenística, na província romana da Judeia. Os discípulos de Jesus espalharam sua fé pela região do Mediterrâneo oriental, apesar de serem significativamente perseguidos. A inclusão dos gentios levou o cristianismo a se separar lentamente do judaísmo (século II). O imperador Constantino descriminalizou o cristianismo no Império Romano pelo Édito de Milão (313), convocando posteriormente o Concílio de Niceia (325), onde o cristianismo primitivo foi consolidado no que se tornaria a igreja estatal do Império Romano (380). A Igreja do Oriente e a Ortodoxia Oriental dividiram-se por diferenças na cristologia (século V), enquanto a Igreja Ortodoxa e a Igreja Católica se separaram no Cisma Oriente-Ocidente (1054). O protestantismo se dividiu da Igreja Católica em várias denominações na era da Reforma Protestante (século XVI). Após a Era dos Descobrimentos (séculos XV a XVII), o cristianismo se expandiu por todo o mundo por meio do trabalho missionário, comércio extensivo e colonialismo. Essa religião um papel proeminente no desenvolvimento da civilização ocidental, particularmente na Europa desde a Antiguidade Tardia até a Idade Média.
Os seis principais ramos cristãos são a Igreja Católica (1,3 bilhão), o Protestantismo (800 milhões), a Igreja Ortodoxa (220 milhões), as Igrejas Ortodoxas Orientais (60 milhões), a Igreja do Oriente (0,6 milhões) e o Restauracionismo (35 milhões), embora existam milhares de comunidades menores, apesar dos esforços em direção à unidade (ecumenismo). Apesar de um declínio na adesão no Ocidente, o cristianismo continua sendo a religião dominante na região, com cerca de 70% dessa população se identificando como cristã. O cristianismo está crescendo na África e na Ásia, os continentes mais populosos do mundo. Os cristãos continuam sendo muito perseguidos em muitas regiões do mundo, particularmente no Oriente Médio, Norte da África, Leste Asiático e Sul da Ásia.

## Etimologia
Os primeiros cristãos judeus se referiam a si mesmos como 'O Caminho' (em grego koiné: τῆς ὁδοῦ, transl.: tês hodoû), provavelmente vindo de Isaías 40:3, "prepare o caminho do Senhor". De acordo com Atos 11:26, o termo "cristão" (Χρῑστῐᾱνός, Khrīstiānós), que significa "seguidores de Cristo" em referência aos discípulos de Jesus, foi usado pela primeira vez na cidade de Antioquia pelos habitantes não judeus de lá. O uso registrado mais antigo do termo "cristianismo/cristianismo" (Χρῑστῐᾱνισμός, Khrīstiānismós) foi por Inácio de Antioquia por volta de 100 a.C.

## Crenças
Embora os cristãos em todo o mundo compartilhem convicções básicas, também existem várias diferenças de interpretações e opiniões sobre a Bíblia e as tradições sagradas nas quais o cristianismo se baseia.

### Credos

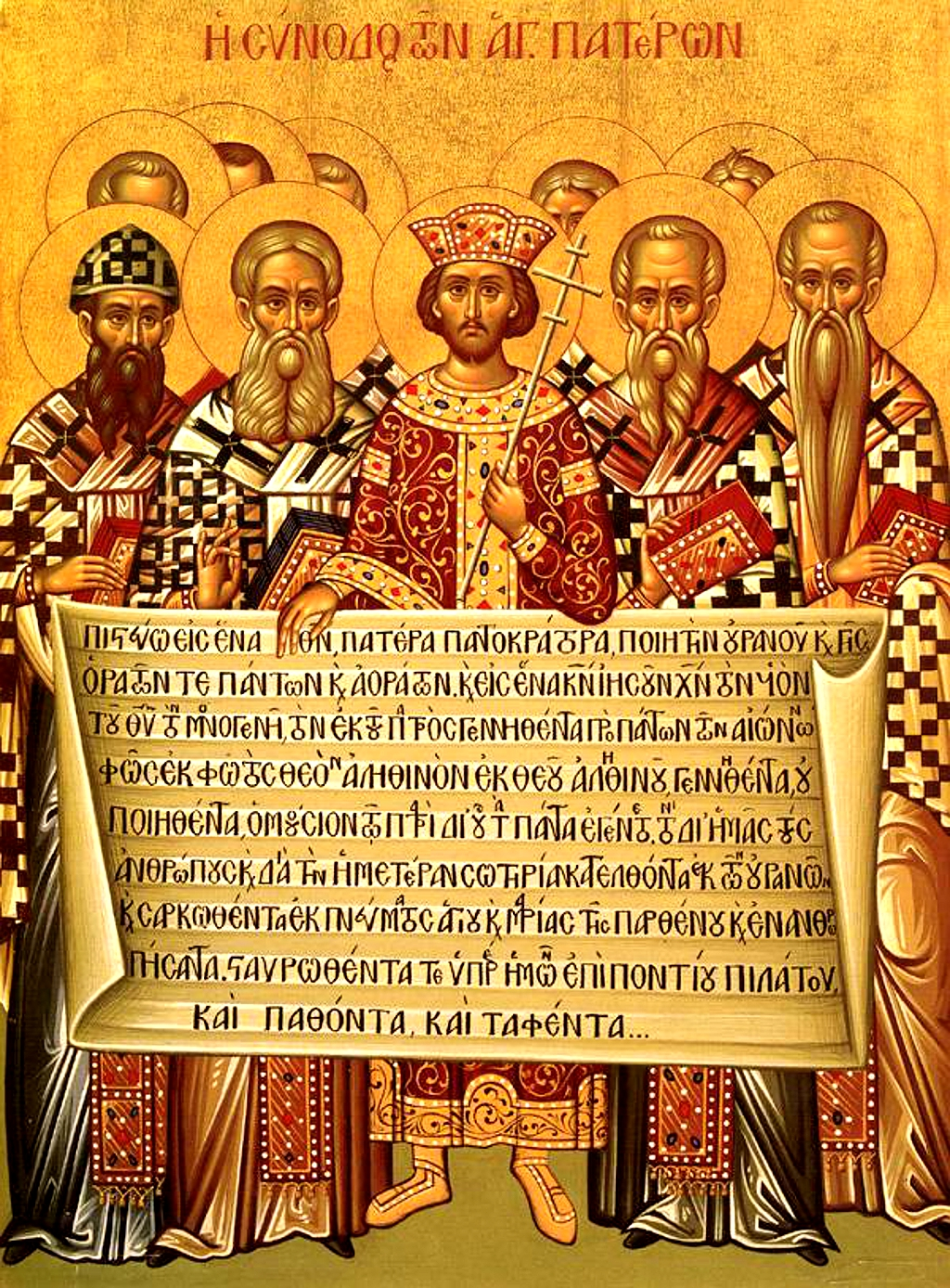
Um ícone cristão oriental representando o Imperador Constantino e os Padres do Primeiro Concílio de Nicéia (325) como detentores do credo niceno-constantinopolitano de 381

Declarações doutrinárias concisas ou confissões de crenças religiosas são conhecidas como credos. Eles começaram como fórmulas batismais e foram posteriormente expandidos durante as controvérsias cristológicas dos séculos IV e V para se tornarem declarações de fé. "Jesus é o Senhor" é o credo mais antigo do cristianismo e continua a ser usado, como no Conselho Mundial de Igrejas.
O Credo dos Apóstolos é a declaração mais amplamente aceita dos artigos da fé cristã. É usado por várias denominações cristãs para fins litúrgicos e catequéticos, mais visivelmente por igrejas litúrgicas da tradição cristã ocidental, incluindo a Igreja Latina da Igreja Católica, Luteranismo, Anglicanismo e Ortodoxia de Rito Ocidental. Também é usado por presbiterianos, metodistas e congregacionais.
Este credo particular foi desenvolvido entre os séculos II e IX. Suas doutrinas centrais são as da Trindade e de Deus o Criador. Cada uma das doutrinas encontradas neste credo pode ser atribuída a declarações correntes no período apostólico. O credo foi aparentemente usado como um resumo da doutrina cristã para candidatos ao batismo nas igrejas de Roma. Seus pontos incluem:
- Crença em Deus Pai, Jesus Cristo como Filho de Deus e no Espírito Santo;
- A morte, descida aos infernos, ressurreição e ascensão de Cristo;
- A santidade da Igreja e a comunhão dos santos
- A segunda vinda de Cristo, o Dia do Juízo e a salvação dos fiéis.

O Credo Niceno foi formulado, em grande parte em resposta ao arianismo, nos concílios de Nicéia e Constantinopla em 325 e 381, respectivamente, e ratificado como o credo universal da cristandade pelo Primeiro Concílio de Éfeso em 431.
O Credo de Calcedônia, desenvolvido no Concílio de Calcedônia em 451, embora rejeitado pelos ortodoxos orientais, ensinou Cristo "a ser reconhecido em duas naturezas, inconfundivelmente, imutavelmente, indivisivelmente, inseparavelmente": uma divina e uma humana, e que ambas as naturezas, embora perfeitas em si mesmas, também estão perfeitamente unidas em uma pessoa.
O Credo Atanásio, recebido na Igreja Ocidental como tendo o mesmo estatuto do Nicênico e Calcedônio, diz: "Adoramos um Deus em Trindade e Trindade em Unidade; sem confundir as Pessoas nem dividir a Substância".
A maioria dos cristãos (católicos, ortodoxos orientais, ortodoxos orientais e protestantes) aceita o uso de credos e subscreve pelo menos um dos credos mencionados acima.
Certos protestantes evangélicos, embora não todos, rejeitam os credos como declarações definitivas de fé, mesmo concordando com parte ou com a totalidade da substância deles. Por exemplo, a maioria dos batistas não usa credos "na medida em que não buscaram estabelecer confissões de fé obrigatórias uns nos outros". Entre outros grupos que também rejeitam credos estão grupos com raízes no restauracionismo, como a Igreja Cristã (Discípulos de Cristo) e as Igrejas de Cristo.

### Jesus

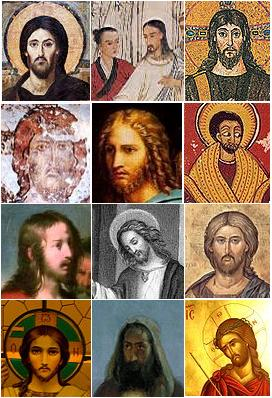
As várias representações de Jesus

O princípio central do cristianismo é a crença em Jesus como o Filho de Deus e o Messias (Cristo). Os cristãos acreditam que Jesus, como o Messias, foi ungido por Deus como salvador da humanidade e sustentam que a vinda de Jesus foi o cumprimento das profecias messiânicas do Antigo Testamento. O conceito cristão de messias difere significativamente do conceito judaico contemporâneo. A crença cristã central é que, por meio da crença e aceitação da morte e ressurreição de Jesus, os humanos pecadores podem se reconciliar com Deus e, assim, receber a salvação e a promessa da vida eterna.
Embora tenha havido muitas disputas teológicas sobre a natureza de Jesus ao longo dos primeiros séculos da história cristã, geralmente os cristãos acreditam que Jesus é Deus encarnado e "verdadeiro Deus e verdadeiro homem" (ou totalmente divino e totalmente humano). Jesus, ao tornar-se plenamente humano, sofreu as dores e as tentações de um homem mortal, mas não pecou. Como totalmente Deus, ele ressuscitou. De acordo com o Novo Testamento, ele ressuscitou dos mortos, ascendeu ao céu, está sentado à direita do Pai e finalmente retornará.
De acordo com os evangelhos canônicos de Mateus e Lucas, Jesus foi concebido pelo Espírito Santo e nasceu da Virgem Maria. Pouco da infância de Jesus está registrada nos evangelhos canônicos.

#### Morte e ressurreição

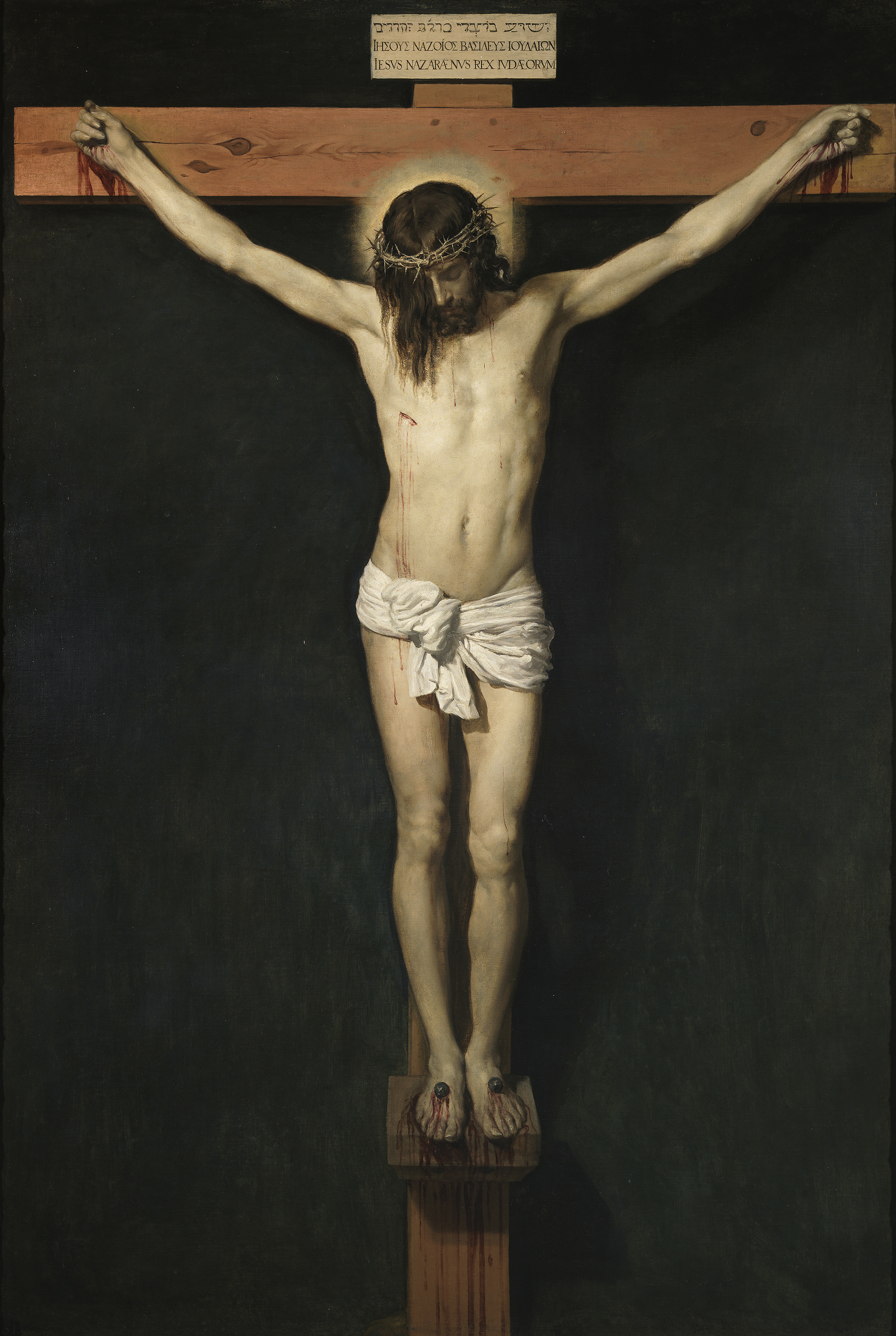
Crucificação, representando a morte de Jesus na Cruz, pintura de Diego Velázquez, c. 1632

Os cristãos consideram a ressurreição de Jesus a pedra angular de sua fé (ver 1 Coríntios 15) e o evento mais importante da história. Entre as crenças cristãs, a morte e a ressurreição de Jesus são dois eventos centrais nos quais se baseia grande parte da doutrina e da teologia cristãs. De acordo com o Novo Testamento, Jesus foi crucificado, morreu fisicamente, foi sepultado em uma tumba e ressuscitou dos mortos três dias depois.
O Novo Testamento menciona várias aparições pós-ressurreição de Jesus em diferentes ocasiões para seus doze apóstolos e discípulos, incluindo "mais de quinhentos irmãos de uma vez", antes da ascensão de Jesus ao céu. A morte e ressurreição de Jesus são comemoradas pelos cristãos em todos os cultos, com destaque especial durante a Semana Santa, que inclui a Sexta-feira Santa e o Domingo de Páscoa. A morte e ressurreição de Jesus são geralmente consideradas os eventos mais importantes na teologia cristã, em parte porque demonstram que Jesus tem poder sobre a vida e a morte e, portanto, tem autoridade e poder para dar vida eterna às pessoas. As igrejas cristãs aceitam e ensinam o relato do Novo Testamento sobre a ressurreição de Jesus, com pouquíssimas exceções. Alguns estudiosos modernos usam a crença cristãs na ressurreição como ponto de partida para estabelecer a continuidade do Jesus histórico e a proclamação da igreja primitiva. Alguns cristãos liberais não aceitam uma ressurreição corporal literal, vendo a história como um mito ricamente simbólico e espiritualmente nutritivo. Discussões sobre reivindicações de morte e ressurreição ocorrem em muitos debates religiosos e diálogos inter-religiosos. O apóstolo Paulo, um cristão convertido e missionário, escreveu: "Se Cristo não ressuscitou, toda a nossa pregação é inútil e sua confiança em Deus é inútil".

### Salvação
"Porque Deus amou o mundo de tal maneira que deu o seu Filho unigênito, para que todo aquele que nele crer não pereça, mas tenha a vida eterna".

— João 3:16, NVI
O apóstolo Paulo, como os judeus e pagãos romanos de seu tempo, acreditava que o sacrifício pode trazer novos laços de parentesco, pureza e vida eterna. Para Paulo, o sacrifício necessário era a morte de Jesus: os gentios que são "de Cristo" são, como Israel, descendentes de Abraão e "herdeiros segundo a promessa". O Deus que ressuscitou Jesus dentre os mortos também dá nova vida aos "corpos mortais" dos cristãos gentios, que se tornaram com Israel, os "filhos de Deus" e, portanto, não estavam mais "na carne".

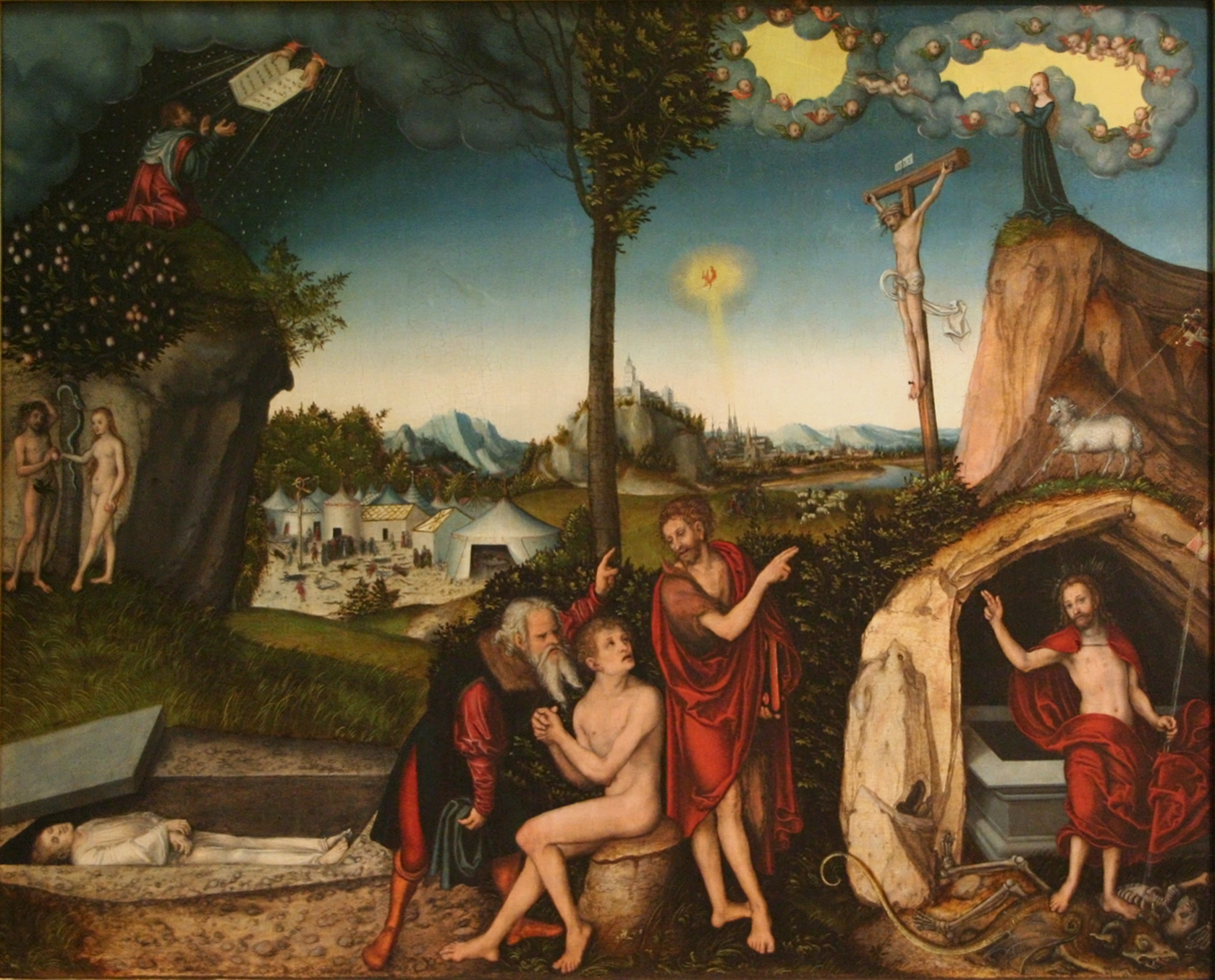
A Lei e o Evangelho de Lucas Cranach, o Velho (1529); Moisés e Elias apontam o pecador a Jesus para a salvação.

As igrejas cristãs modernas tendem a se preocupar muito mais em como a humanidade pode ser salva de uma condição universal de pecado e morte do que na questão de como judeus e gentios podem fazer parte da família de Deus. De acordo com a teologia ortodoxa oriental, com base em sua compreensão da expiação apresentada pela teoria da recapitulação de Irineu, a morte de Jesus é um resgate. Isso restaura a relação com Deus, que é amoroso e se aproxima da humanidade, e oferece a possibilidade de theosis e divinização, tornando-se o tipo de homem que Deus quer que a humanidade seja. Segundo a doutrina católica, a morte de Jesus satisfaz a ira de Deus, suscitada pela ofensa à honra de Deus causada pela pecaminosidade humana. A Igreja Católica ensina que a salvação não ocorre sem a fidelidade dos cristãos; os convertidos devem viver de acordo com os princípios do amor e normalmente devem ser batizados. Na teologia protestante, a morte de Jesus é considerada como uma pena substitutiva carregada por Jesus, pela dívida que deve ser paga pela humanidade quando ela quebrou a lei moral de Deus.
Os cristãos diferem em seus pontos de vista sobre até que ponto a salvação dos indivíduos é pré-ordenada por Deus. A teologia reformada coloca ênfase distinta na graça ao ensinar que os indivíduos são completamente incapazes de autorredenção, mas que a graça santificadora é irresistível. Em contraste, católicos, cristãos ortodoxos e protestantes arminianos acreditam que o exercício do livre arbítrio é necessário para ter fé em Jesus.

### Trindade

A Trindade é a crença de que Deus é um Deus em três pessoas: o Pai, o Filho (Jesus) e o Espírito Santo. Na imagem, o Escudo da Trindade.

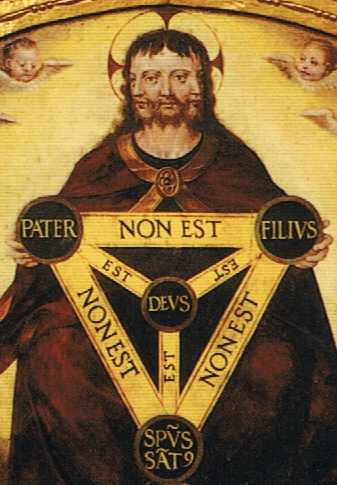
Reperesentação da Trindade por Jerónimo Cosida

Trindade refere-se ao ensino de que o único Deus compreende três pessoas distintas e eternamente coexistentes: o Pai, o Filho (encarnado em Jesus Cristo) e o Espírito Santo. Juntas, essas três pessoas às vezes são chamadas de Divindade, embora não haja um único termo usado nas Escrituras para denotar a Divindade unificada. Nas palavras do Credo Atanasiano, uma declaração inicial da crença cristã, "o Pai é Deus, o Filho é Deus e o Espírito Santo é Deus, e ainda não há três Deuses, mas um só Deus". Eles são distintos um do outro: o Pai não tem fonte, o Filho é gerado pelo Pai e o Espírito procede do Pai. Embora distintas, as três pessoas não podem ser separadas uma da outra. Embora alguns cristãos também acreditem que Deus apareceu como o Pai no Antigo Testamento, concorda-se que ele apareceu como o Filho no Novo Testamento e continuará a se manifestar como o Espírito Santo no presente. Mas, ainda assim, Deus ainda existia como três pessoas em cada uma dessas épocas. No entanto, tradicionalmente existe a crença de que foi o Filho que apareceu no Antigo Testamento.
A Trindade é uma doutrina essencial do cristianismo tradicional. Desde antes dos tempos do Credo Niceno (325), o cristianismo defendia a natureza misteriosa da Trindade de Deus como uma profissão de fé normativa. De acordo com Roger E. Olson e Christopher Hall, por meio da oração, meditação, estudo e prática, a comunidade cristã concluiu "que Deus deve existir tanto como uma unidade quanto como uma trindade", codificando isso no concílio ecumênico no final do século IV.
Segundo esta doutrina, Deus não está dividido no sentido de que cada pessoa tem um terço do todo; em vez disso, cada pessoa é considerada totalmente Deus (ver pericorese). A distinção reside em suas relações, sendo o Pai não gerado; o Filho sendo gerado do Pai; e o Espírito Santo procedendo do Pai e (na teologia cristã ocidental) do Filho. Independentemente dessa aparente diferença, as três "pessoas" são eternas e onipotentes. Outras religiões cristãs, incluindo o universalismo unitário, as testemunhas de Jeová e o mormonismo, não compartilham dessas opiniões sobre a Trindade.
A palavra grega trias é vista pela primeira vez neste sentido nas obras de Teófilo de Antioquia; seu texto diz: "da Trindade, de Deus, e de Sua Palavra, e de Sua Sabedoria". O termo pode ter sido usado antes dessa época; seu equivalente latino, trinitas, aparece depois com uma referência explícita ao Pai, ao Filho e ao Espírito Santo, na obra de Tertuliano. No século seguinte, a palavra era de uso geral, sendo também encontrada em muitas passagens de Orígenes.

#### Trinitarismo

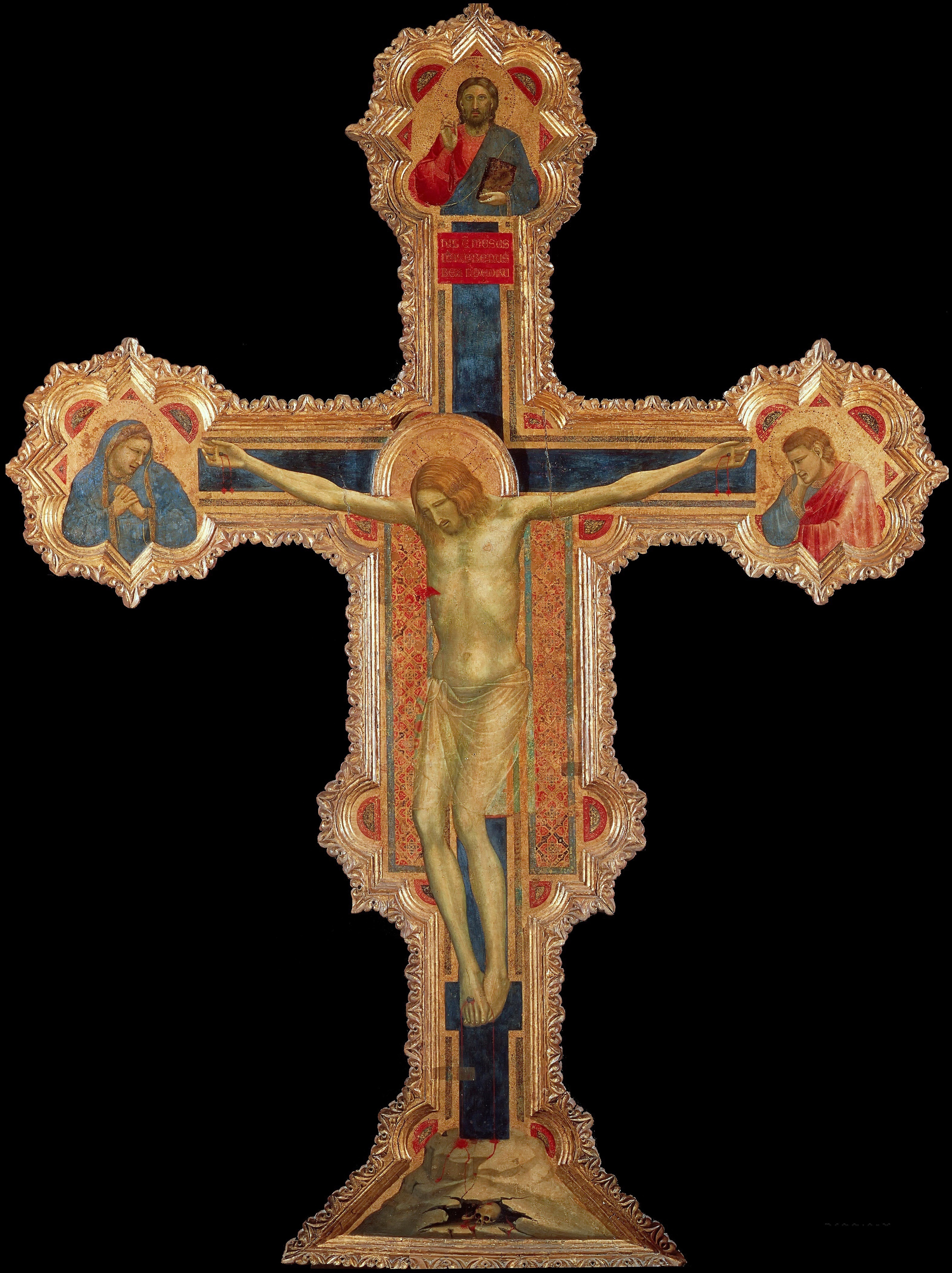
O Crucifixo, pintura de Giotto, c. 1304

O termo trinitarismo denota os cristãos que acreditam no conceito da Trindade. Quase todas as denominações e igrejas cristãs possuem crenças trinitárias. Embora as palavras "Trindade" e "Triúne" não apareçam na Bíblia, a partir do século III os teólogos desenvolveram o termo e o conceito para facilitar a apreensão dos ensinamentos do Novo Testamento de Deus como sendo Pai, Filho e Espírito Santo. Desde aquela época, os teólogos cristãos tiveram o cuidado de enfatizar que a Trindade não implica que existam três deuses (a heresia antitrinitária do triteísmo), nem que cada hipóstase da Trindade seja um terço de um Deus infinito (parcialismo), nem que o Filho e o Espírito Santo são seres criados e subordinados ao Pai (arianismo). Em vez disso, a Trindade é definida como um Deus em três pessoas.

#### Antitrinitarismo
O termo antitrinitarismo refere-se à teologia que rejeita a doutrina da Trindade. Várias visões não trinitárias, como o adocionismo ou o modalismo, existiam no cristianismo primitivo, levando às disputas sobre a cristologia. O antitrinitarismo reapareceu no gnosticismo dos cátaros entre os séculos XI e XIII, entre grupos com teologia unitária na Reforma Protestante do século XVI, no Iluminismo do século XVIII, entre grupos restauracionistas surgidos durante o Segundo Grande Despertar do século XIX e, mais recentemente, nas igrejas Pentecostais do Nome de Jesus.

### Escatologia
O fim das coisas, seja o fim de uma vida individual, o fim dos tempos ou o fim do mundo, em termos gerais, é a escatologia cristã; o estudo do destino dos humanos conforme revelado na Bíblia. As principais questões da escatologia cristã são a Grande Tribulação, a morte e a vida após a morte (principalmente para grupos evangélicos), o milenarismo e o arrebatamento seguinte, a Segunda Vinda de Jesus, a Ressurreição dos Mortos, o Céu (para ramos litúrgicos), o Purgatório e o Inferno, o Juízo Final, o fim do mundo e os Novos Céus e Nova Terra. Os cristãos acreditam que a segunda vinda de Cristo ocorrerá no fim dos tempos, após um período de severa perseguição (a Grande Tribulação). Todos os que morreram serão ressuscitados fisicamente dentre os mortos para o Juízo Final. Jesus estabelecerá plenamente o Reino de Deus em cumprimento das profecias das escrituras.

#### Morte e vida após a morte

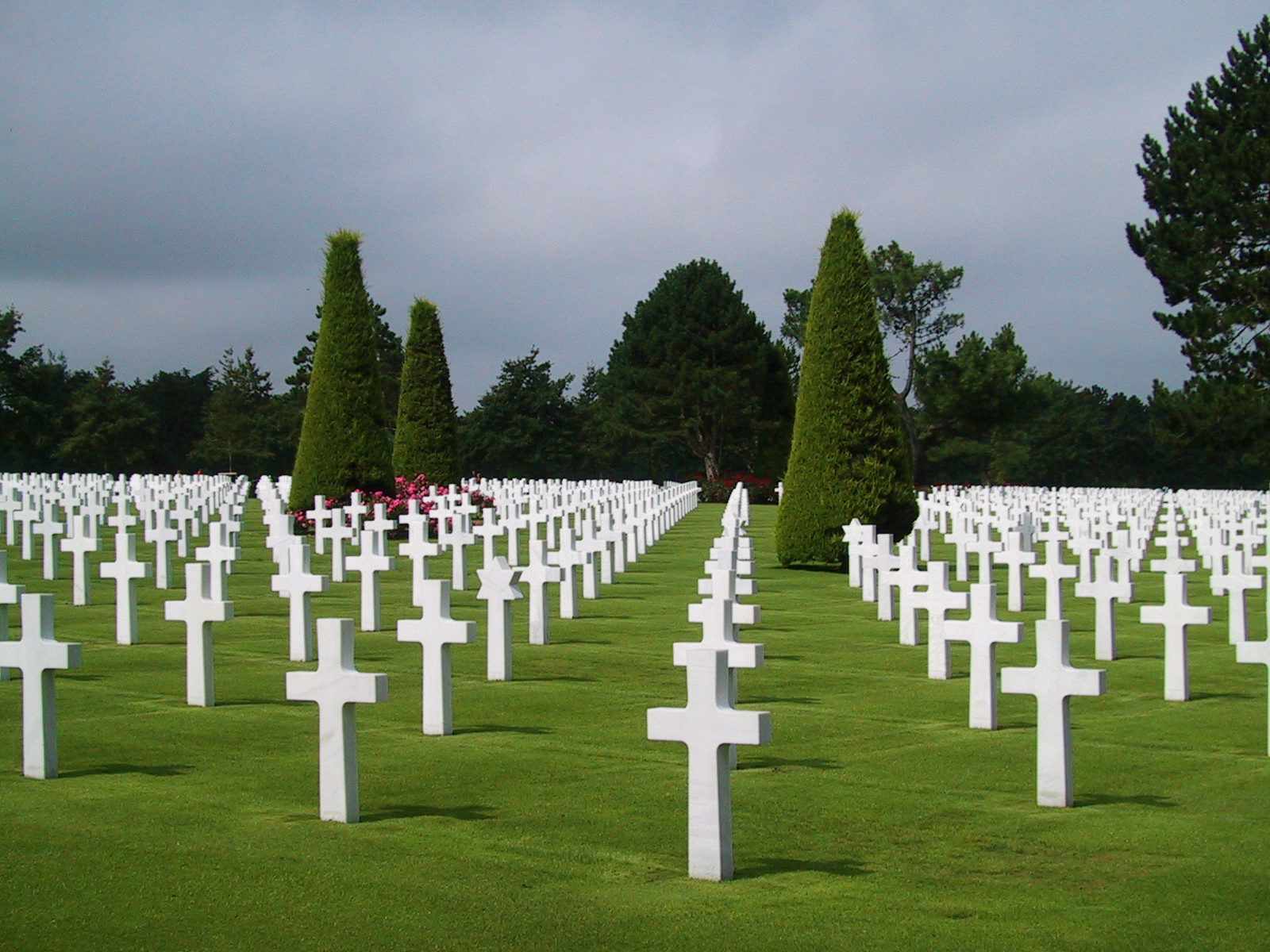
Cemitério com crucifixos em túmulos de soldados estadunidenses mortos durante a Segunda Guerra Mundial em Colleville-sur-Mer, na França

A maioria dos cristãos acredita que os seres humanos experimentam o julgamento divino e são recompensados com a vida eterna ou com a condenação eterna. Isso inclui o julgamento geral na ressurreição dos mortos, bem como a crença (mantida por católicos, ortodoxos e a maioria dos protestantes) em um julgamento particular para a alma individual após a morte física.
No ramo católico do cristianismo, aqueles que morrem em 'estado de graça', ou seja, sem nenhum pecado mortal que os separe de Deus, mas ainda imperfeitamente purificados dos efeitos do pecado, passam pela purificação completa através do estado intermediário do purgatório para alcançar a santidade necessária para estar na presença de Deus. Aqueles que atingirem esse objetivo são chamados de santos (latim sanctus, "santo").
Alguns grupos cristãos, como os adventistas do sétimo dia, defendem o mortalismo, a crença de que a alma humana não é naturalmente imortal e fica inconsciente durante o estado intermediário entre a morte corporal e a ressurreição. Esses cristãos também defendem o aniquilacionismo, a crença de que, após o julgamento final, os ímpios deixarão de existir em vez de sofrer o tormento eterno. As Testemunhas de Jeová têm um ponto de vista semelhante.

## Práticas

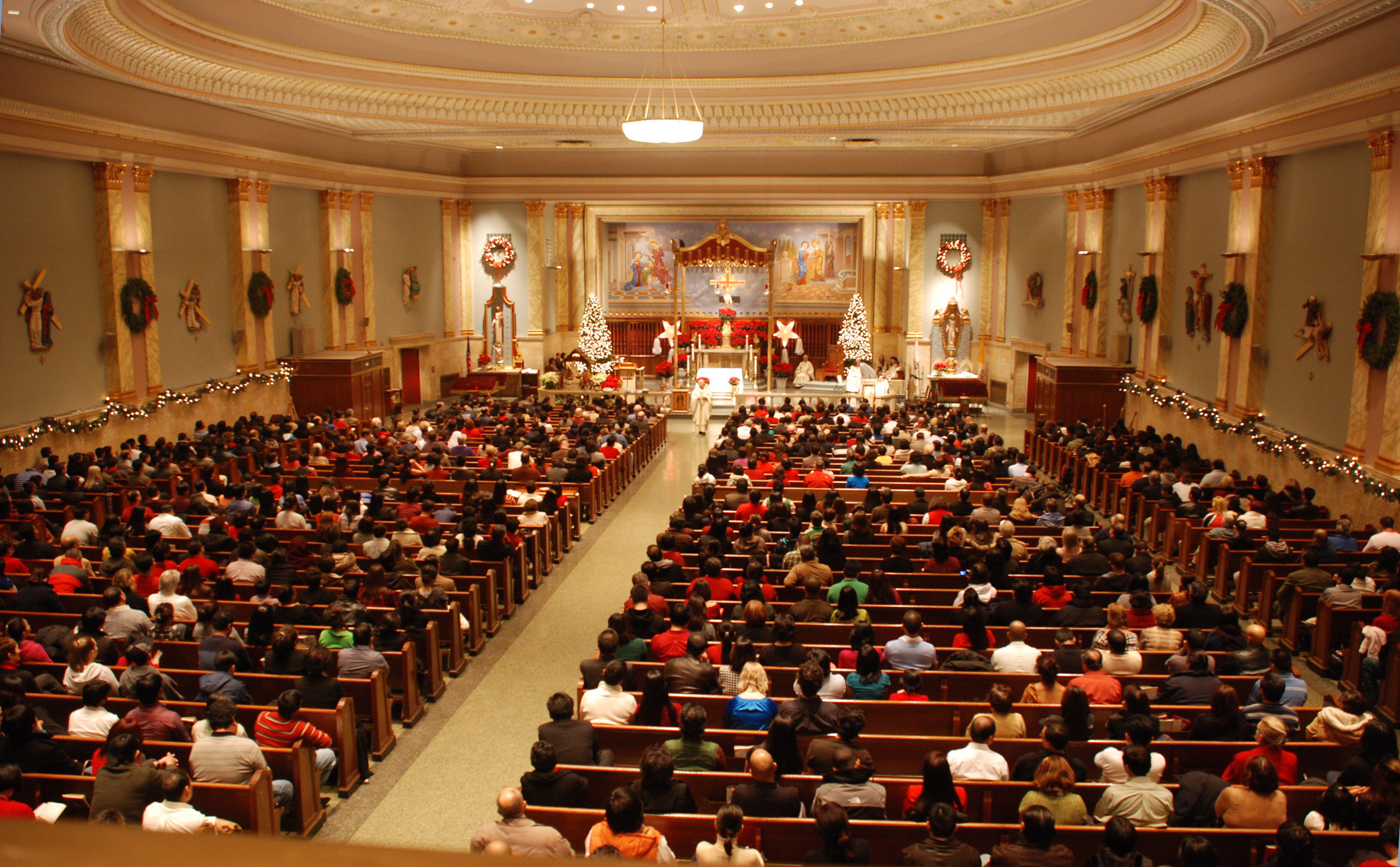
Missa da meia-noite da véspera de Natal em uma igreja paroquial católica em Nova York, Estados Unidos

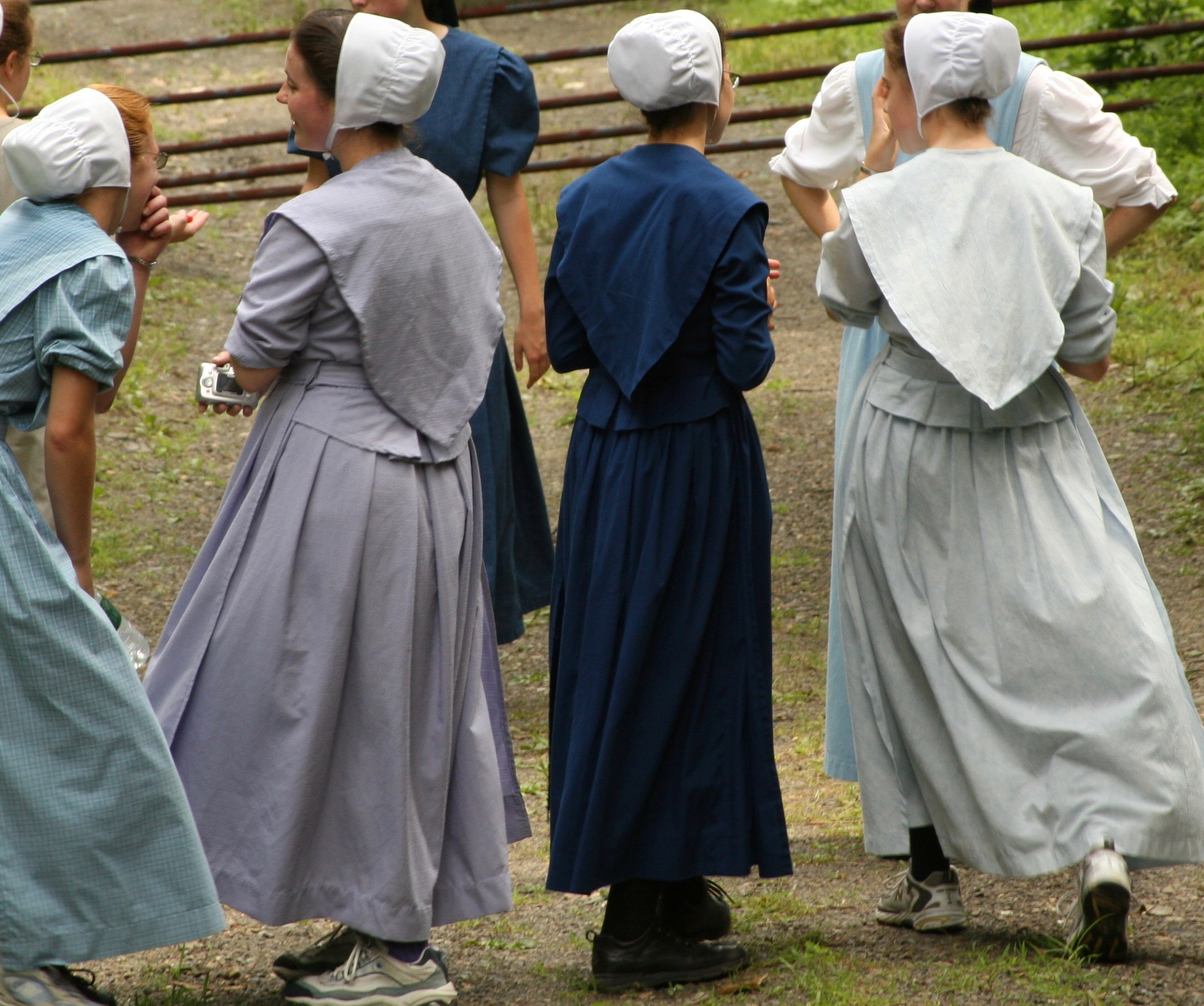
As mulheres anabatistas da Velha Ordem e anabatistas conservadoras, por modéstia, usam vestidos de capa e coberturas na cabeça, o último dos quais é ensinado como uma ordenança da igreja.

Dependendo da denominação específica do cristianismo, as práticas podem incluir o batismo, a Eucaristia (a Santa Ceia ou a Ceia do Senhor), a oração (incluindo a Oração do Senhor), a confissão, a crisma, os ritos funerários, os ritos do casamento e a educação religiosa das crianças. A maioria das denominações tem clérigos ordenados que conduzem cultos comunitários regulares.
Os ritos, rituais e cerimônias cristãs não são celebrados em uma única língua sagrada. Muitas igrejas cristãs ritualísticas fazem distinção entre linguagem sagrada, linguagem litúrgica e linguagem vernacular. As três línguas importantes no início da era cristã eram: latim, grego e siríaco.

### Culto comunitário
Os cultos normalmente seguem um padrão ou forma conhecida como liturgia. Justino Mártir descreveu a liturgia cristã do século II em sua Primeira Apologia (c. 150) ao imperador Antonino Pio, e sua descrição permanece relevante para a estrutura básica do culto litúrgico cristão:

E no dia chamado domingo, todos os que vivem nas cidades ou nos campos se reúnem em um lugar, e as memórias dos apóstolos ou os escritos dos profetas são lidos, enquanto o tempo permite; então, quando o leitor cessou, o presidente instrui verbalmente e exorta à imitação dessas boas coisas. Então todos nos levantamos juntos e oramos e, como dissemos antes, quando nossa oração termina, pão, vinho e água são trazidos, e o presidente da mesma maneira oferece orações e ações de graças, de acordo com sua capacidade, e o povo concorda. dizendo Amém; e há uma distribuição para cada um, e uma participação daquilo que foi dado graças, e para aqueles que estão ausentes, uma porção é enviada pelos diáconos. E aqueles que são bons e dispostos, dão o que cada um acha adequado; e o que é recolhido é depositado com o presidente, que socorre os órfãos e as viúvas e aqueles que, por doença ou qualquer outra causa, estão em necessidade, e aqueles que estão em cativeiro e os estrangeiros que peregrinam entre nós, e em uma palavra cuida de todos os que precisam.
Assim, como Justino descreveu, os cristãos se reúnem para o culto comunitário normalmente no domingo, o dia da ressurreição, embora outras práticas litúrgicas geralmente ocorram fora desse cenário. As leituras das Escrituras são extraídas do Antigo e do Novo Testamento, mas especialmente dos evangelhos. A instrução é dada com base nessas leituras, na forma de um sermão ou homilia. Há uma variedade de orações congregacionais, incluindo ação de graças, confissão e intercessão, que ocorrem durante todo o serviço e assumem uma variedade de formas, incluindo recitadas, responsivas, silenciosas ou cantadas. Salmos, hinos, canções de adoração e outras músicas da igreja podem ser cantadas. Os serviços podem ser variados para eventos especiais, como dias de festa importantes.
Quase todas as formas de culto incorporam a Eucaristia, que consiste em uma refeição. É reencenado de acordo com a instrução de Jesus na Última Ceia que seus seguidores fazem em memória dele, como quando ele deu pão aos seus discípulos, dizendo: "Este é o meu corpo", e deu-lhes vinho dizendo: "Este é o meu sangue". Na igreja primitiva, os cristãos e aqueles que ainda não completavam a iniciação se separavam para a parte eucarística do serviço religioso. Algumas denominações, como as igrejas luteranas confessionais, continuam a praticar a 'comunhão fechada'. Eles oferecem a comunhão àqueles que já estão unidos naquela denominação ou, às vezes, em uma igreja individual. Os católicos restringem ainda mais a participação a seus membros que não estejam em estado de pecado mortal. Muitas outras igrejas, como Comunhão Anglicana e a Igreja Metodista Unida, praticam a 'comunhão aberta', uma vez que veem a comunhão como um meio para a unidade, e não como um fim, e convidam todos os cristãos crentes a participar.

### Sacramentos ou ordenanças
E esta comida é chamada entre nós Eukharistia [a Eucaristia], da qual ninguém pode participar, exceto o homem que acredita que as coisas que ensinamos são verdadeiras e que foi lavado com a lavagem que é para a remissão dos pecados e para a regeneração, e que está vivendo como Cristo ordenou. Pois não os recebemos como pão comum e bebida comum; mas assim como Jesus Cristo, nosso Salvador, tendo sido feito carne pela Palavra de Deus, teve carne e sangue para nossa salvação, assim também fomos ensinados que a comida que é abençoada pela oração de Sua palavra e de da qual nosso sangue e nossa carne por transmutação são nutridos, é a carne e o sangue daquele Jesus que se fez carne.

Justino
A definição funcional mais convencional de um sacramento é que ele é um sinal externo, instituído por Cristo, que transmite uma graça interior e espiritual por meio de Cristo. Os dois sacramentos mais amplamente aceitos são o batismo e a eucaristia; no entanto, a maioria dos cristãos também reconhece cinco sacramentos adicionais: crisma, ordenação, penitência, unção dos enfermos e matrimônio.
Juntos, esses são os Sete Sacramentos reconhecidos pelas igrejas na tradição da Alta Igreja — notavelmente católicos, cristãos orientais, ortodoxos orientais, católicos independentes, católicos antigos, muitos anglicanos e alguns luteranos. A maioria das outras denominações e tradições normalmente afirmam apenas o batismo e a eucaristia como sacramentos, enquanto alguns grupos protestantes, como os quakers, rejeitam a teologia sacramental. Certas denominações do cristianismo, como os anabatistas, usam o termo "ordenanças" para se referir a ritos instituídos por Jesus para os cristãos observarem. Sete ordenanças foram ensinadas em muitas igrejas anabatistas menonitas conservadoras, que incluem "batismo, comunhão, lava-pés, casamento, unção com óleo, beijo sagrado e oração".
Além disso, a Igreja do Oriente tem dois sacramentos adicionais no lugar dos sacramentos tradicionais do matrimônio e da unção dos enfermos. Estes incluem o fermento sagrado (Melka) e o sinal da cruz.

Sacramentos cristãos
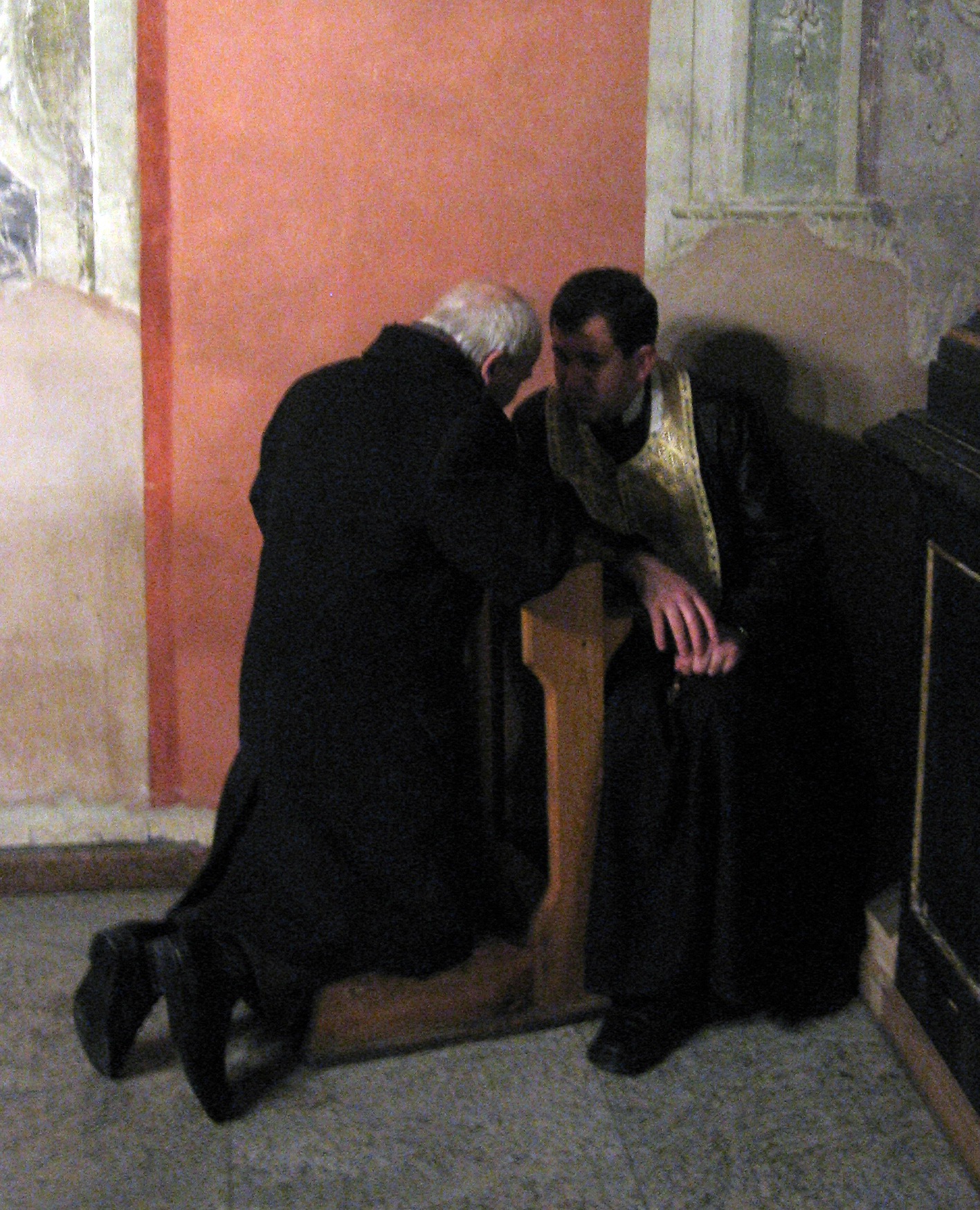
Um penitente confessando seus pecados em uma Igreja Católica Grega Ucraniana
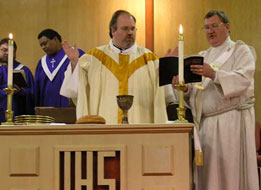
Um ministro metodista celebrando a Eucaristia
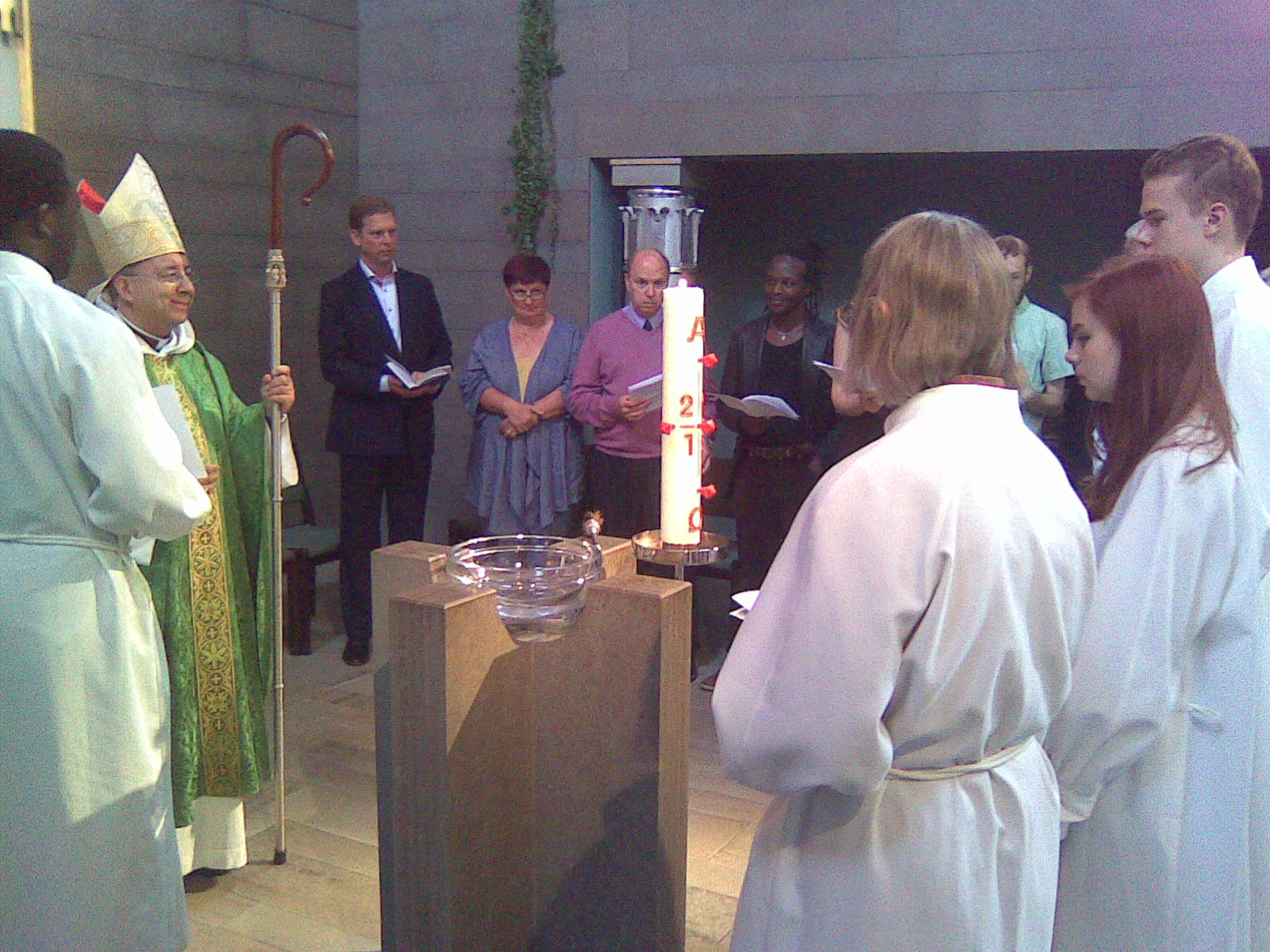
Crisma sendo administrada em uma igreja da Comunhão Anglicana
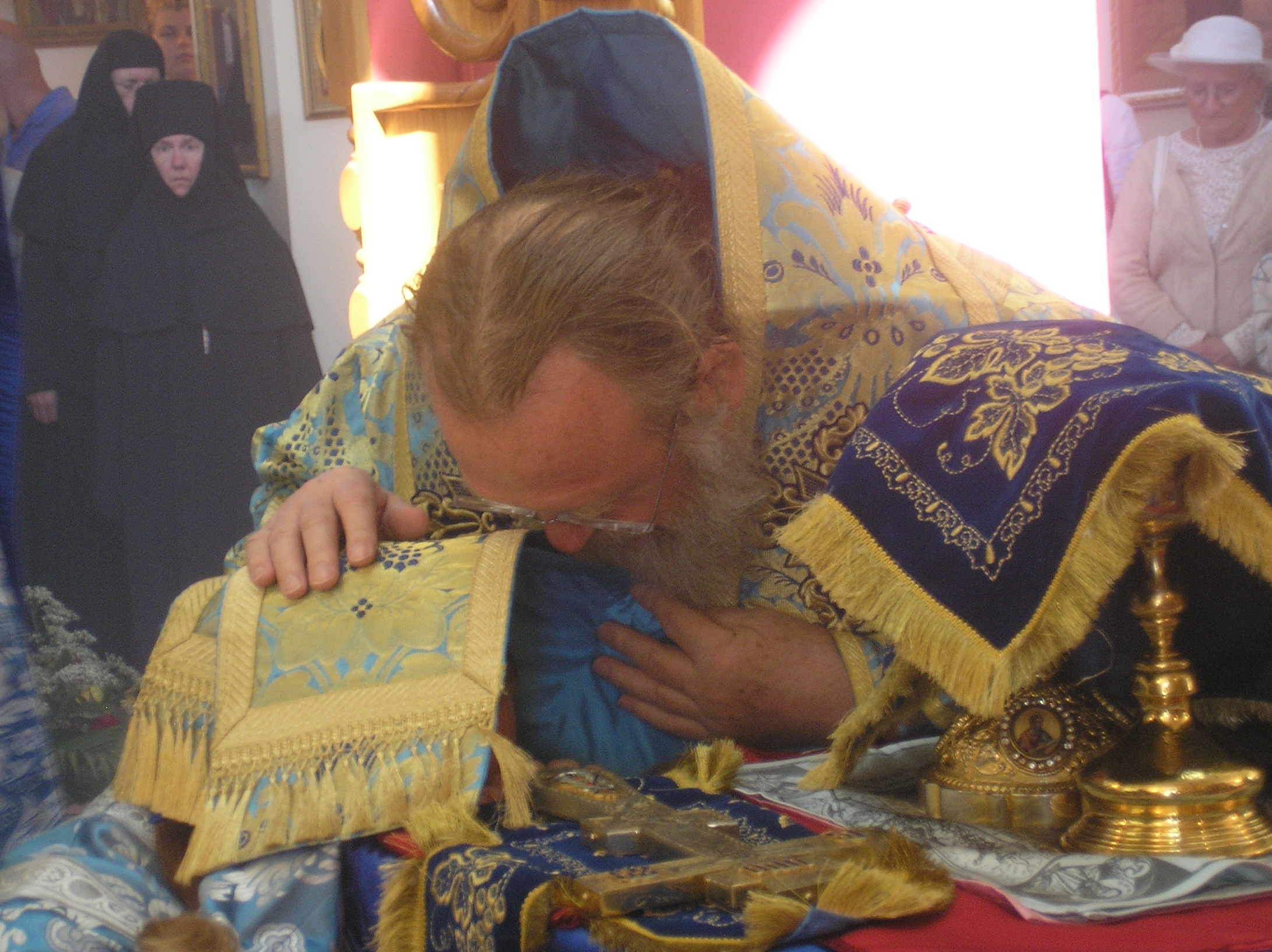
Ordenação de um padre na tradição Ortodoxa Oriental
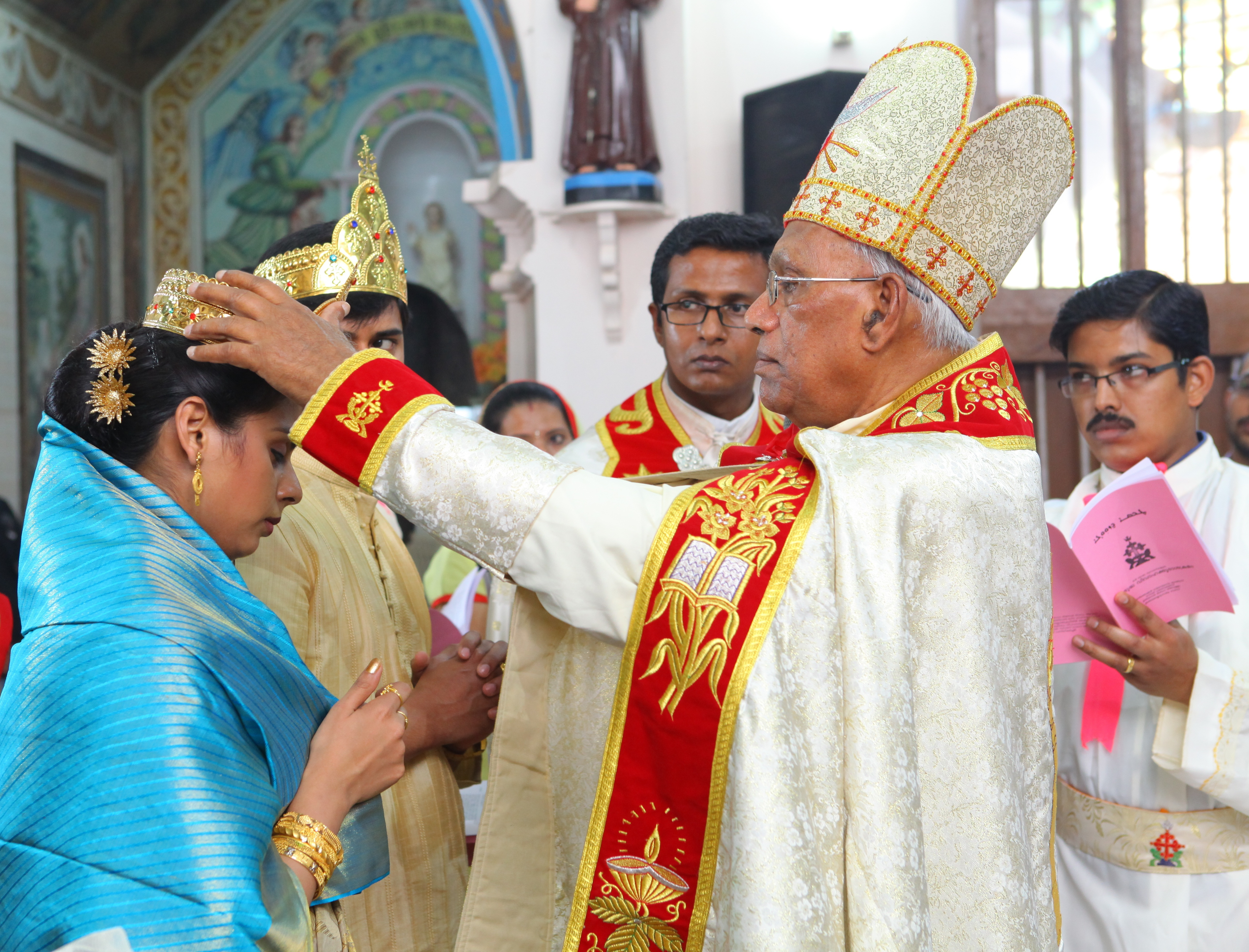
Mistério da Coroação durante Sagrado Matrimônio na Igreja Católica Siro-Malabar
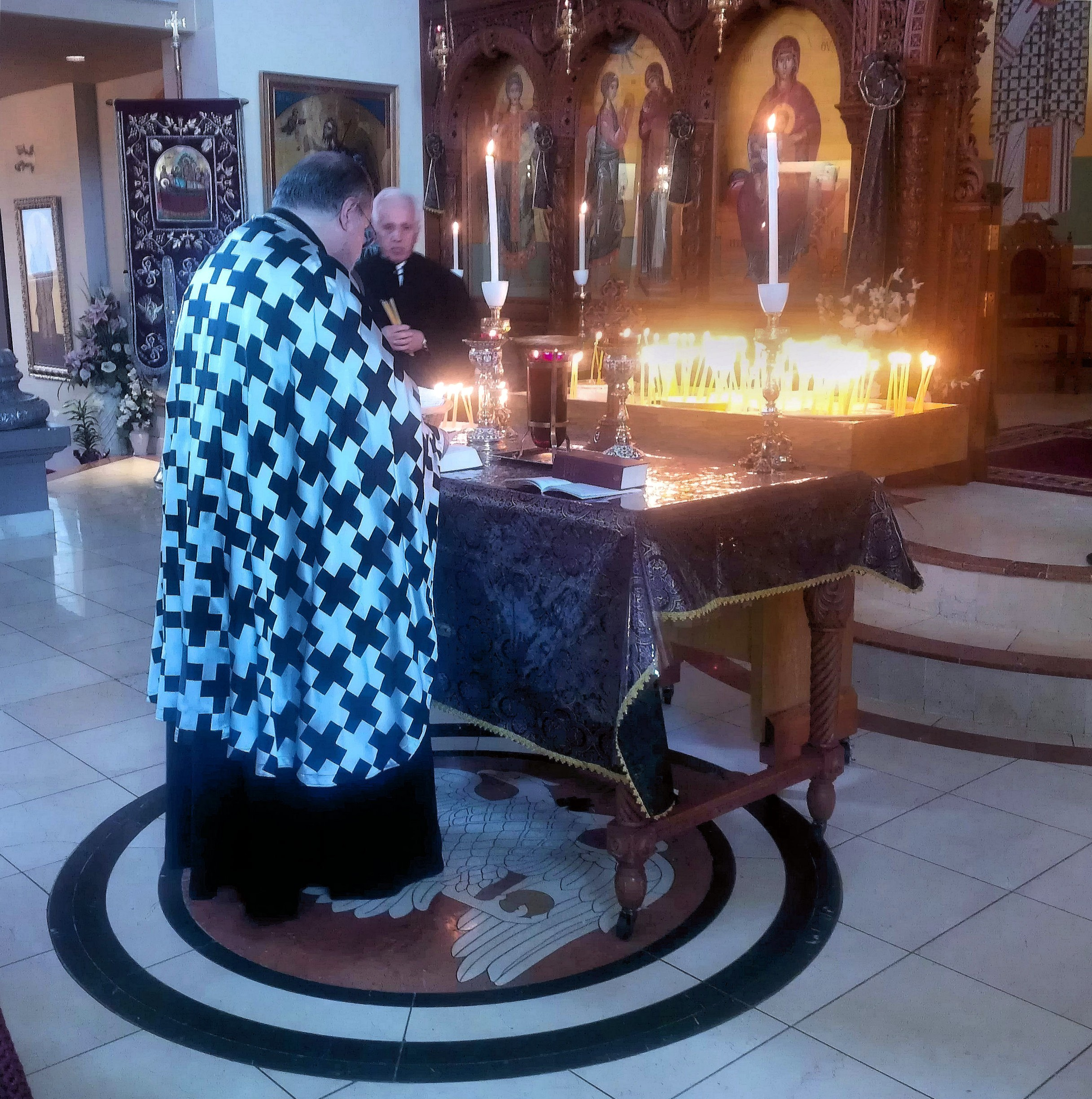
Service of the Sacramento da Santa Unção servido na Grande e Quarta-Feira Santa

### Calendário litúrgico
Católicos, cristãos orientais, luteranos, anglicanos e outras comunidades protestantes tradicionais enquadram o culto em torno do ano litúrgico. O ciclo litúrgico divide o ano em uma série de estações, cada uma com suas ênfases teológicas e modos de oração, que podem ser significados por diferentes formas de decoração das igrejas, cores de paramentos e paramentos para o clero, leituras bíblicas, temas para pregação e até tradições e práticas diferentes, muitas vezes observadas pessoalmente ou em casa.
Os calendários litúrgicos cristãos ocidentais são baseados no ciclo do rito romano da Igreja Católica e os cristãos orientais usam calendários análogos baseados no ciclo de seus respectivos ritos. Os calendários reservam dias santos, como solenidades que comemoram um evento na vida de Jesus, Maria ou dos santos, e períodos de jejum, como quaresma e outros eventos piedosos ou festas menores comemorando santos. Grupos cristãos que não seguem uma tradição litúrgica costumam manter certas celebrações, como Natal, Páscoa e Pentecostes: são as celebrações do nascimento de Cristo, ressurreição e descida do Espírito Santo sobre a Igreja, respectivamente. Algumas denominações, como os quakers, não fazem uso de um calendário litúrgico.

### Símbolos

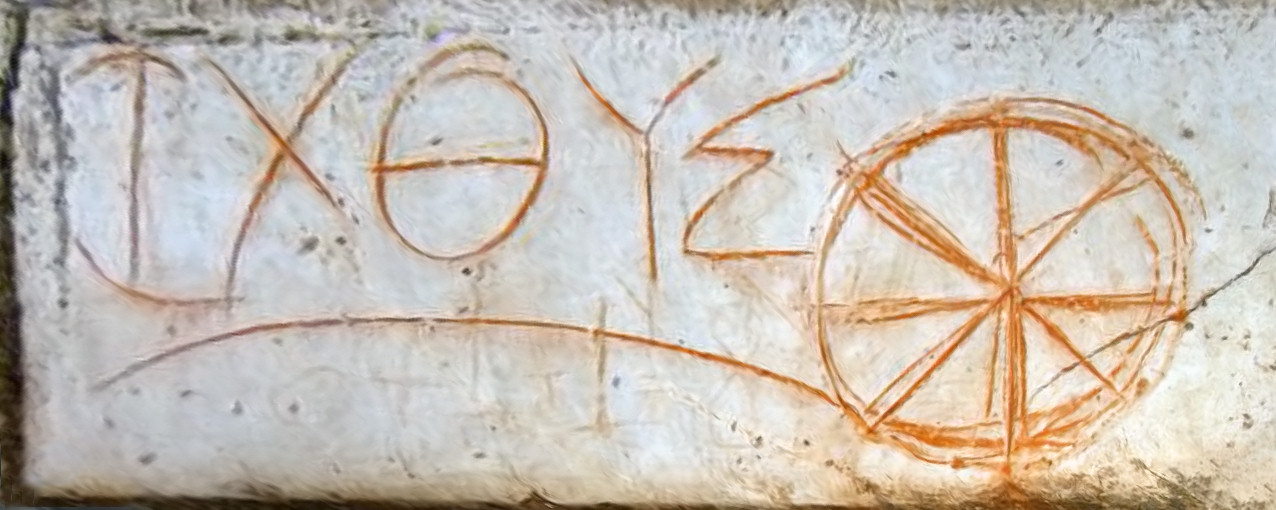
Um antigo símbolo circular de ichthys, criado pela combinação das letras gregas ΙΧΘΥΣ em uma roda em Éfeso, Ásia Menor

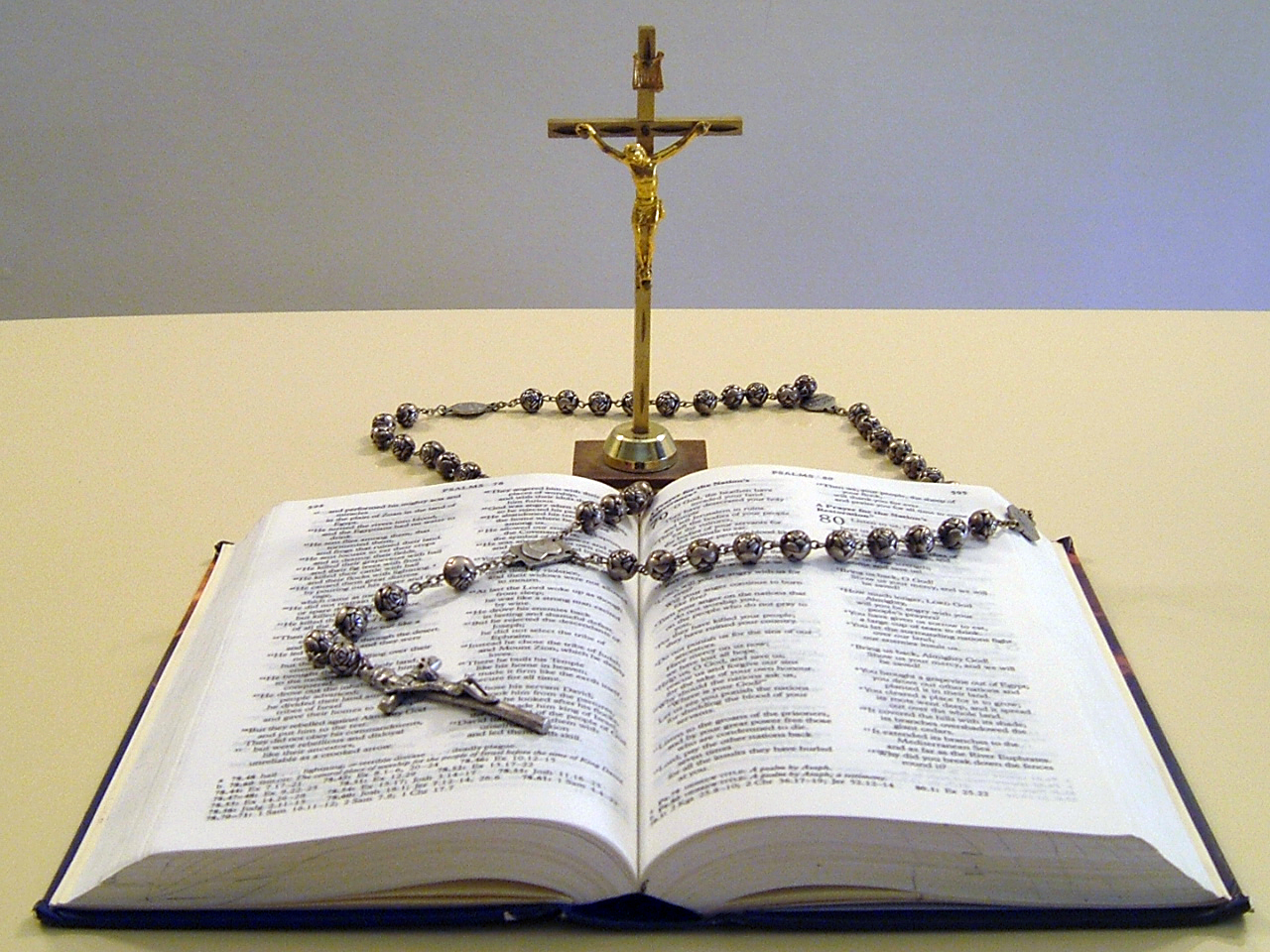
Objetos religiosos cristãos: uma Bíblia, um crucifixo e um rosário

A maioria das denominações cristãs geralmente não pratica o aniconismo, a evitação ou proibição de imagens devocionais, mesmo que os primeiros cristãos judeus, invocando a proibição da idolatria no Decálogo, evitassem figuras em seus símbolos.
A cruz, hoje um dos símbolos mais amplamente reconhecidos, foi usada pelos cristãos desde os primeiros tempos. Tertuliano, em seu livro De Corona, conta como já era tradição os cristãos traçarem o sinal da cruz na testa. Embora a cruz fosse conhecida pelos primeiros cristãos, o crucifixo não apareceu em uso até o século V.
Entre os primeiros símbolos cristãos, o do peixe ou ichthys parece ter ficado em primeiro lugar em importância, como visto em fontes monumentais como túmulos das primeiras décadas do século II. Sua popularidade aparentemente surgiu da palavra grega ichthys (peixe) formando um acróstico para a frase grega Iesous Christos Theou Yios Soter (Ἰησοῦς Χριστός, Θεοῦ Υἱός, Σωτήρ), (Jesus Cristo, Filho de Deus, Salvador), um resumo conciso da fé cristã.
Outros símbolos cristãos importantes incluem o monograma chi-rho, a pomba e o ramo de oliveira (símbolo do Espírito Santo), o cordeiro sacrificial (representando o sacrifício de Cristo), a videira (simbolizando a conexão do cristão com Cristo) e muitos outros. Todos estes derivam de passagens do Novo Testamento.

### Batismo

Batismo infantil por efusão em uma Igreja Católica na Venezuela

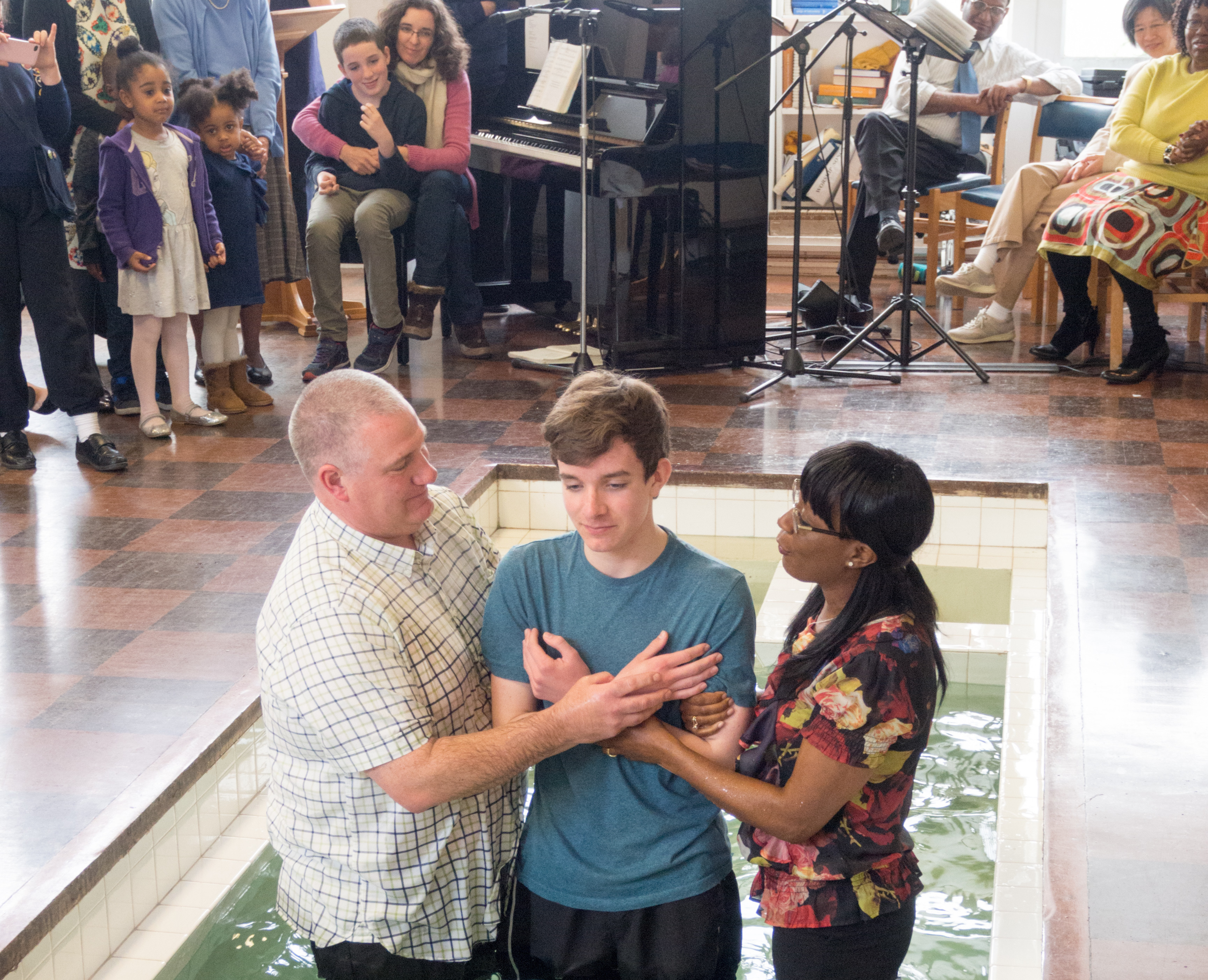
Batismo do crente adulto por imersão, Northolt Park Baptist Church, na Grande Londres, União Batista da Grã-Bretanha

O batismo é o ato ritual, com uso de água, pelo qual uma pessoa é admitida como membro da Igreja. As crenças sobre o batismo variam entre as denominações. As diferenças ocorrem em primeiro lugar sobre se o ato tem algum significado espiritual. Algumas, como as igrejas católica e ortodoxa, bem como luteranas e anglicanas, defendem a doutrina da regeneração batismal, que afirma que o batismo cria ou fortalece a fé de uma pessoa e está intimamente ligado à salvação. Os batistas e as Assembleias dos Irmãos veem o batismo como um ato puramente simbólico, uma declaração pública externa da mudança interior que ocorreu na pessoa, mas não como espiritualmente eficaz. Em segundo lugar, existem diferenças de opinião sobre a metodologia (ou modo) do ato. Esses modos são: por imersão; se a imersão for total, por submersão; por afusão (derramamento); e por aspersão. Aqueles que sustentam a primeira opinião também podem aderir à tradição do batismo infantil; todas as Igrejas Ortodoxas praticam o batismo infantil e sempre batizam por imersão total repetida três vezes em nome do Pai, do Filho e do Espírito Santo. A Igreja Luterana e a Igreja Católica também praticam o batismo infantil, geralmente por afusão e utilizando a fórmula trinitária. Os cristãos anabatistas praticam o batismo do crente, no qual um adulto escolhe receber a ordenança após tomar a decisão de seguir a Jesus. As denominações anabatistas, como os menonitas, amish e huteritas, usam o derramamento como modo de administrar o batismo do crente, enquanto os anabatistas das tradições dos dunkers e dos irmãos do rio batizam por imersão.

### Oração
"... ‘Pai nosso que estais nos céus, santificado seja o vosso nome. Venha o seu reino. Seja feita a tua vontade assim na terra como no céu. Dá-nos hoje o pão nosso de cada dia. Perdoa-nos as nossas dívidas, assim como nós perdoamos aos nossos devedores. Não nos deixes cair em tentação, mas livra-nos do mal'".

— Oração do Senhor, Mateus 6:9–13
No Evangelho de São Mateus, Jesus ensinou a Oração do Senhor, que foi considerada um modelo para a oração cristã. A liminar para os cristãos rezarem o Pai Nosso três vezes ao dia foi dada na Didache e passou a ser recitada pelos cristãos às 9h, 12h e 15h.
Na Tradição Apostólica do século II, Hipólito de Roma instruiu os cristãos a orar em sete horários fixos de oração: "ao levantar, ao entardecer, ao deitar, à meia-noite" e "na terceira, sexta e nona horas do dia, sendo horas associadas à Paixão de Cristo". Posições de oração, incluindo ajoelhar-se, ficar de pé e prostrar-se têm sido usadas para esses sete tempos fixos de oração desde os dias da Igreja primitiva. Breviários são usados pelos cristãos ortodoxos orientais para rezar essas horas canônicas enquanto se voltam para a direção leste da oração.
A Tradição Apostólica determina que o sinal da cruz seja usado pelos cristãos durante exorcismos menores de batismos, durante as abluções antes de rezar em horários fixos de oração e em momentos de tentação.
A oração de intercessão é a oração oferecida em benefício de outras pessoas. Existem muitas orações de intercessão registradas na Bíblia, incluindo orações do apóstolo Pedro em favor de pessoas enfermas e de profetas do Antigo Testamento em favor de outras pessoas. Na Epístola de Tiago, nenhuma distinção é feita entre a oração de intercessão oferecida pelos crentes comuns e o proeminente profeta do Antigo Testamento, Elias. A eficácia da oração no cristianismo deriva do poder de Deus e não do estatuto daquele que ora.
A igreja antiga, tanto no cristianismo oriental quanto no ocidental, desenvolveu uma tradição de pedir a intercessão dos santos (falecidos), e esta continua sendo a prática da maioria das igrejas ortodoxas orientais, ortodoxas orientais, católicas e algumas igrejas luteranas e anglicanas. Além de certos setores dentro das duas últimas denominações, outras Igrejas da Reforma Protestante, no entanto, rejeitaram a oração aos santos, em grande parte com base na única mediação de Cristo. O reformador Huldrych Zwingli admitiu que havia oferecido orações aos santos até que sua leitura da Bíblia o convenceu de que isso era idolatria.
Segundo o Catecismo da Igreja Católica: "A oração é a elevação da mente e do coração a Deus ou o pedido de coisas boas a Deus". O Livro de Oração Comum na tradição anglicana é um guia que fornece uma ordem definida para os serviços, contendo orações definidas, leituras das escrituras e hinos ou salmos cantados.

## Escrituras

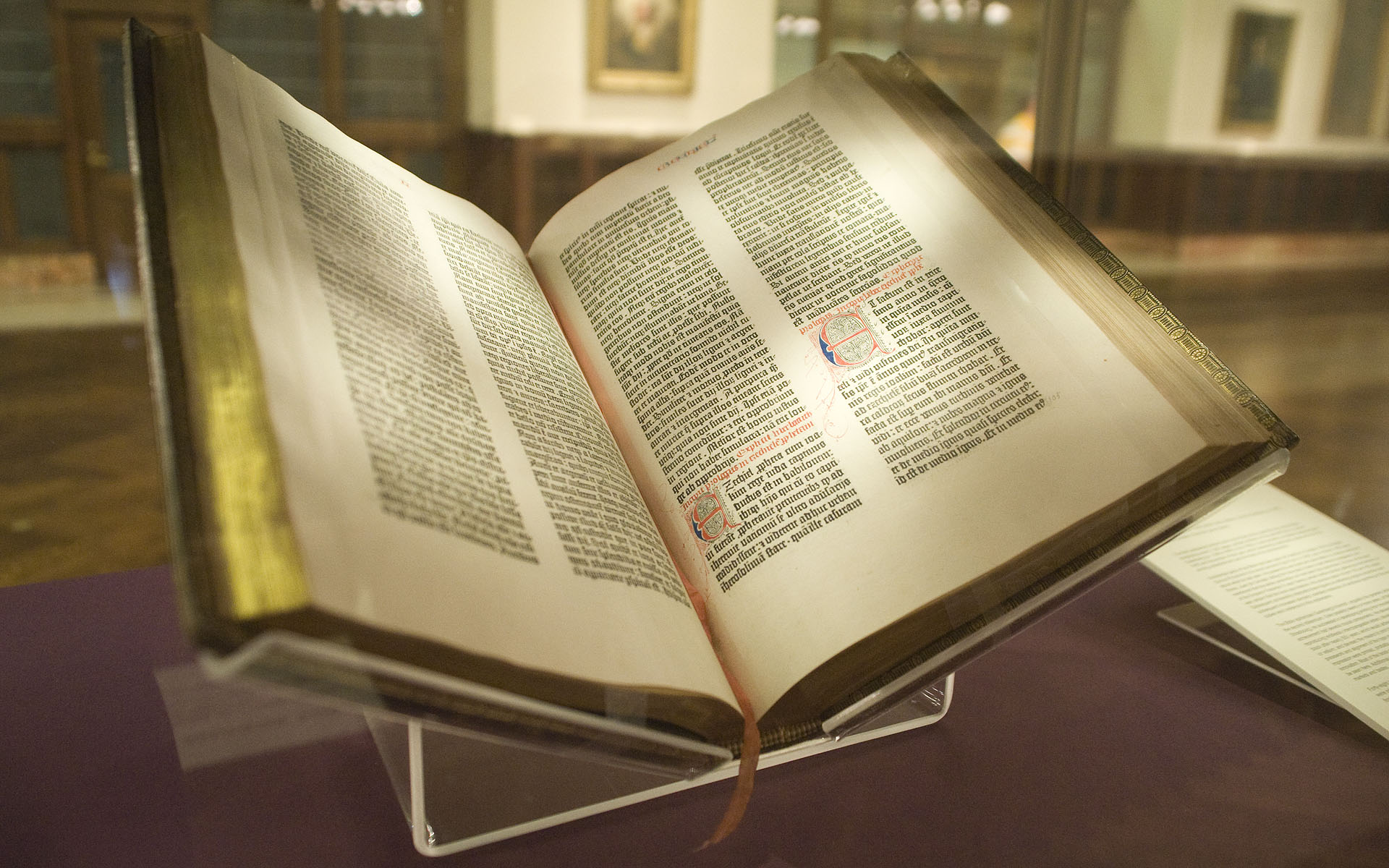
A Bíblia é o livro sagrado do cristianismo

O cristianismo, como outras religiões, tem adeptos cujas crenças e interpretações bíblicas variam. O cristianismo considera o cânone bíblico, o Antigo Testamento e o Novo Testamento, como a palavra inspirada de Deus. A visão tradicional da inspiração é que Deus trabalhou por meio de autores humanos para que o que eles produzissem fosse o que Deus desejava comunicar. A palavra grega que se refere à inspiração em 2 Timóteo 3:16 é theopneustos, que significa literalmente "inspirado por Deus".
Alguns acreditam que a inspiração divina torna as Bíblias atuais inerrantes. Outros alegam inerrância para a Bíblia em seus manuscritos originais, embora nenhum deles exista. Outros ainda sustentam que apenas uma tradução específica é inerrante, como a Bíblia do Rei Jaime.
O cânone do Antigo Testamento aceito pelas igrejas protestantes, que é apenas o Tanaque (o cânone da Bíblia hebraica), é mais curto do que o aceito pelas igrejas ortodoxa e católica, que também incluem os livros deuterocanônicos que aparecem na Septuaginta, sendo o cânone da Igreja Ortodoxa um pouco maior que o católico; os protestantes consideram o último como documentos históricos apócrifos importantes que ajudam a informar a compreensão das palavras, gramática e sintaxe usadas no período histórico de sua concepção. Algumas versões da Bíblia incluem uma seção apócrifa separada entre o Antigo Testamento e o Novo Testamento.
Algumas denominações têm escrituras sagradas canônicas adicionais além da Bíblia, incluindo as obras padrão do movimento dos Santos dos Últimos Dias e o Princípio Divino na Igreja da Unificação.

## História

### Cristianismo primitivo

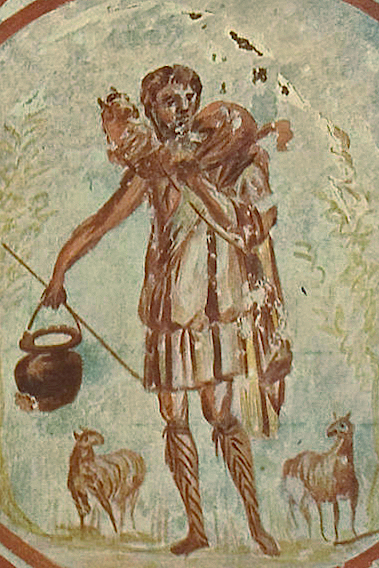
Jesus como o Bom Pastor em pintura do século III nas Catacumbas de Roma

#### Era apostólica
O cristianismo se desenvolveu durante o século I como uma seita cristã judaica com influência helenística do judaísmo do Segundo Templo. Uma comunidade cristã judaica primitiva foi fundada em Jerusalém sob a liderança dos Pilares da Igreja, ou seja, Tiago, o Justo, irmão de Jesus, Pedro e João.
O cristianismo judaico logo atraiu gentios tementes a Deus, criando um problema para sua perspectiva religiosa judaica, que insistia na observância rigorosa dos mandamentos judaicos. O apóstolo Paulo resolveu isso insistindo que a salvação pela fé em Cristo e a participação em sua morte e ressurreição pelo batismo eram suficientes. A princípio ele perseguiu os primeiros cristãos, mas depois de uma experiência de conversão, ele pregou aos gentios e é considerado como tendo tido um efeito formativo na emergente identidade cristã separada do judaísmo. Eventualmente, sua saída dos costumes judaicos resultaria no estabelecimento do cristianismo como uma religião independente.

#### Período pré-niceno

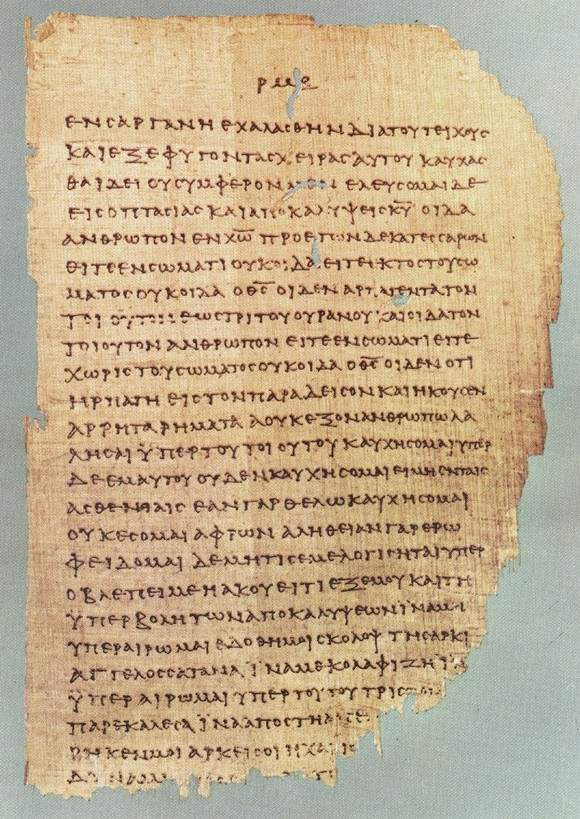
Um fólio do Papiro 46, uma coleção de epístolas paulinas do início do século III

Este período formativo foi seguido pelos primeiros bispos, que os cristãos consideram os sucessores dos apóstolos de Cristo. A partir do ano 150, os mestres cristãos começaram a produzir obras teológicas e apologéticas voltadas para a defesa da fé. Esses autores são conhecidos como os Pais da Igreja e o estudo deles é chamado patrística. Os primeiros pais notáveis incluem Inácio de Antioquia, Policarpo, Justino Mártir, Irineu, Tertuliano, Clemente de Alexandria e Orígenes.
A perseguição aos cristãos ocorreu de forma intermitente e em pequena escala pelas autoridades judaicas e romanas, com a ação romana começando na época do Grande Incêndio de Roma no ani 64. Exemplos de primeiras execuções sob autoridade judaica relatadas no Novo Testamento incluem as mortes de Santo Estêvão e Santiago Maior. A perseguição deciana foi o primeiro conflito em todo o império, quando o édito de Décio no ano 250 exigia que todos no Império Romano (exceto os judeus) realizassem um sacrifício aos deuses romanos. A perseguição diocleciana que começou no ano 303 também foi particularmente severa. A perseguição romana aos cristãos terminou em 313 com o Édito de Milão.
Enquanto o cristianismo proto-ortodoxo estava se tornando dominante, também existiam seitas heterodoxas ao mesmo tempo, que mantinham crenças radicalmente diferentes. O cristianismo gnóstico desenvolveu uma doutrina duoteísta baseada na ilusão e na iluminação, em vez do perdão dos pecados. Com apenas algumas escrituras se sobrepondo ao cânone ortodoxo em desenvolvimento, a maioria dos textos e evangelhos gnósticos foram eventualmente considerados heréticos e suprimidos pelos cristãos tradicionais. Uma divisão gradual do cristianismo gentio deixou os cristãos judeus continuando a seguir a Lei de Moisés, incluindo práticas como a circuncisão. No século V, eles e os evangelhos judaico-cristãos seriam amplamente suprimidos pelas seitas dominantes tanto no judaísmo quanto no cristianismo.

#### Popularização e consolidação no Império Romano

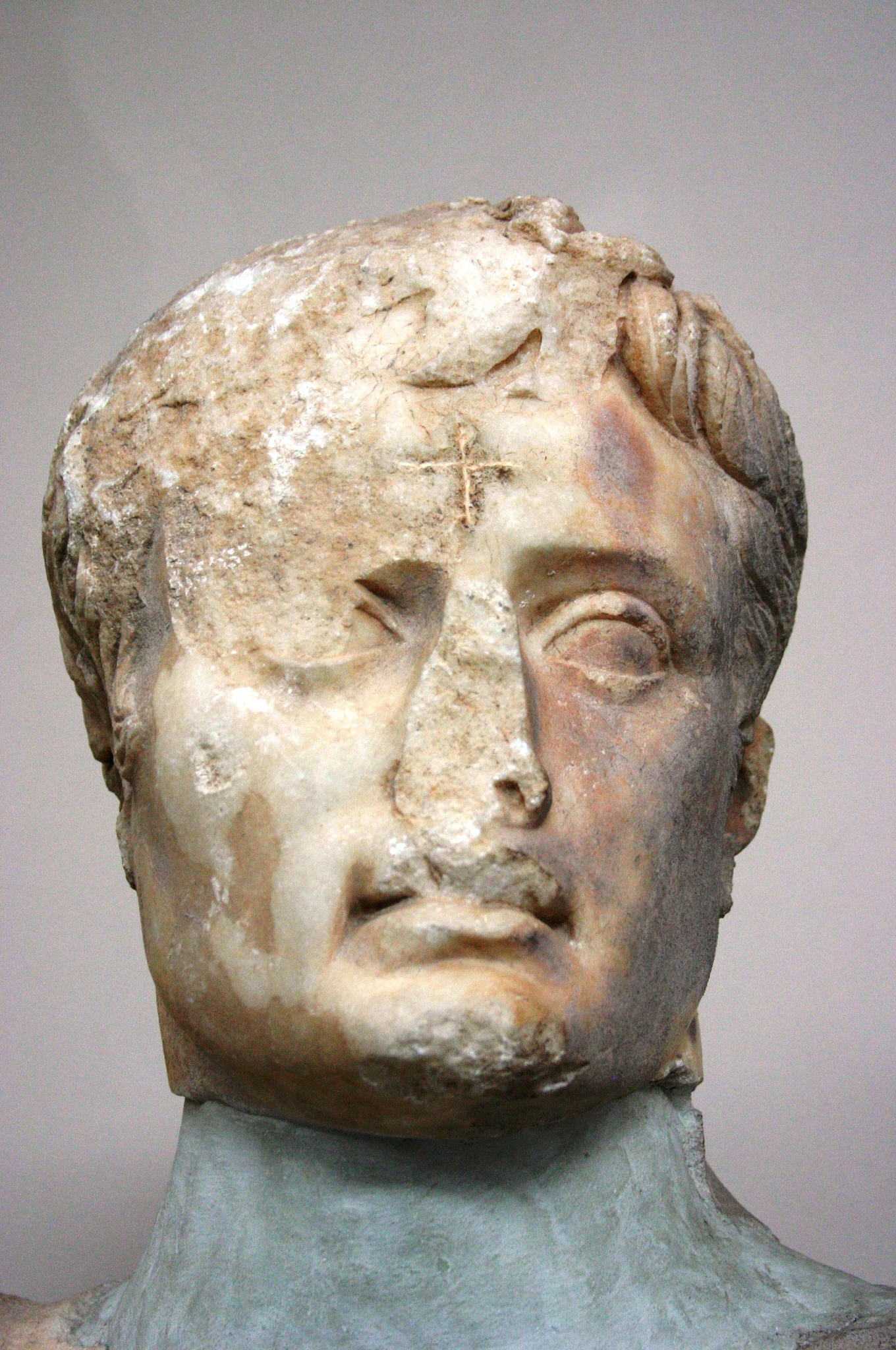
Busto de Augusto marcado com uma cruz, um tipo de vandalismo comum durante o declínio do politeísmo greco-romano

O cristianismo se espalhou para os povos de língua aramaica ao longo da costa do Mediterrâneo e também para as partes interiores do Império Romano e também do Império Parta e do posterior Império Sassânida, incluindo a Mesopotâmia, que foi dominada em diferentes épocas e em graus variados por esses impérios. A presença do cristianismo na África começou em meados do século I no Egito e no final do século II na região de Cartago. Afirma-se que Marcos, o Evangelista, iniciou a Igreja de Alexandria por volta do ano 43; várias igrejas posteriores reivindicam esse fato histórico como seu próprio legado, incluindo a Igreja Ortodoxa Copta. Africanos importantes que influenciaram o desenvolvimento inicial do cristianismo incluem Tertuliano, Clemente de Alexandria, Orígenes de Alexandria, Cipriano de Cartago, Atanásio e Agostinho de Hipona.
O rei Tiridates III fez do cristianismo a religião oficial na Armênia entre os anos 301 e 314, que se tornou o primeiro Estado oficialmente cristão. Essa religião não era inteiramente nova na Armênia, tendo penetrado no país pelo menos desde o século III, mas pode ter estado presente ainda antes na região.
Constantino I foi exposto ao cristianismo em sua juventude e, ao longo de sua vida, seu apoio à religião cresceu, culminando no batismo em seu leito de morte. Durante seu reinado, a perseguição aos cristãos sancionada pelo Estado terminou com o Édito de Tolerância de Galério no ano 311 e o Édito de Milão em 313. Nesse ponto, o cristianismo ainda era uma crença minoritária, compreendendo talvez apenas cinco por cento da população romana. Influenciado por seu conselheiro Mardônio, o sobrinho de Constantino, Juliano, tentou, sem sucesso, suprimir o cristianismo. Em 27 de fevereiro de 380, Teodósio I, Graciano e Valentiniano II estabeleceram o cristianismo niceno como a Igreja Estatal do Império Romano. Assim que se ligou ao Estado, o cristianismo enriqueceu; a Igreja solicitava doações dos ricos e agora podia possuir terras.

Propagação do cristianismo no Império Romano no ano 325
Propagação do cristianismo no Império Romano no ano 600

Constantino também foi fundamental na convocação do Primeiro Concílio de Nicéia em 325, que procurou abordar o arianismo e formulou o Credo Niceno, que ainda é usado pelo catolicismo, ortodoxia oriental, luteranismo, anglicanismo e muitas outras igrejas protestantes. Nicéia foi o primeiro de uma série de concílios ecumênicos, que definiram formalmente elementos críticos da teologia da Igreja, notadamente no que diz respeito à cristologia. A Igreja do Oriente não aceitou o terceiro e seguintes concílios ecumênicos e ainda hoje está separada por seus sucessores (Igreja Assíria do Oriente).
Em termos de prosperidade e vida cultural, o Império Bizantino foi um dos picos da história cristã e da civilização cristã, e Constantinopla permaneceu como a cidade líder do mundo cristão em tamanho, riqueza e cultura. Houve um interesse renovado na filosofia grega clássica, bem como um aumento na produção literária em grego vernacular. A arte e a literatura bizantina ocupavam um lugar de destaque na Europa e o impacto cultural da arte bizantina no mundo ocidental durante esse período foi enorme e de significado duradouro. A ascensão posterior do Islã no norte da África reduziu o tamanho e o número de congregações cristãs, deixando em grande número apenas a Igreja Copta no Egito, a Igreja Ortodoxa Etíope no Chifre da África e a Igreja Núbia no Sudão (Nobácia, Macúria e Alódia).

### Idade média

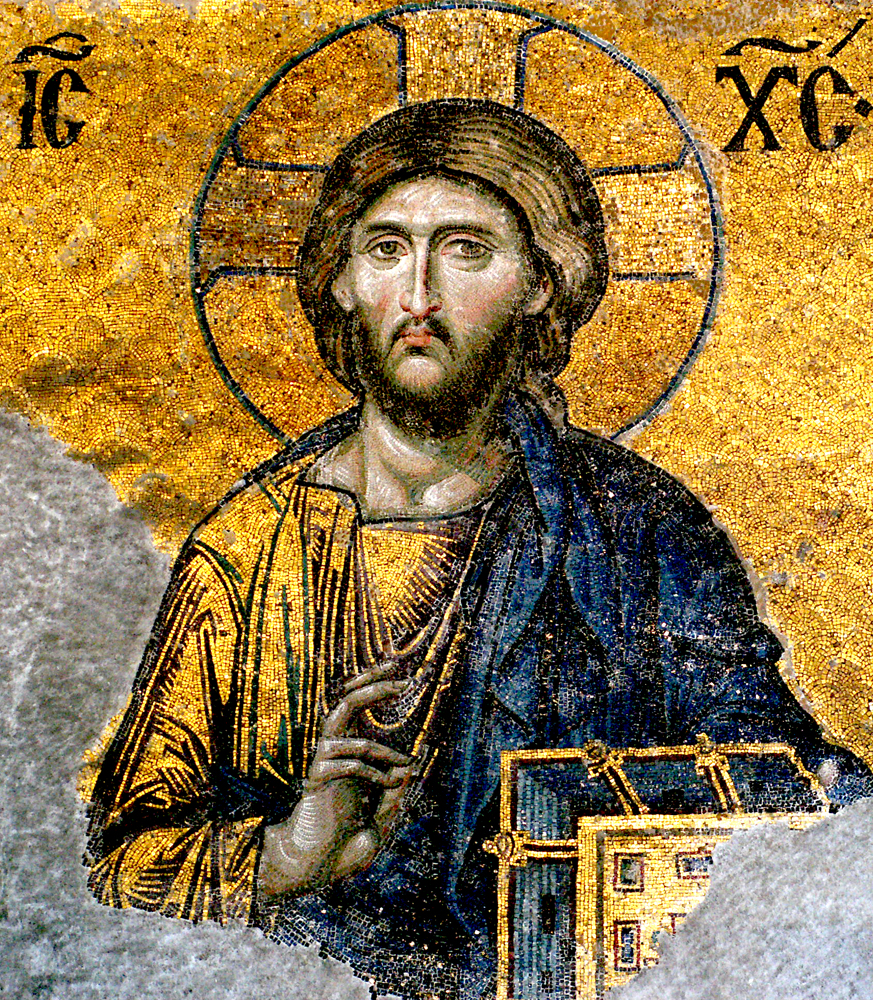
Um exemplo de arte bizantina, um mosaico deësis na Hagia Sophia em Constantinopla

Com o declínio e queda do Império Romano do Ocidente, o papado tornou-se um ator político, visível pela primeira vez nas negociações diplomáticas do Papa Leão I com hunos e vândalos. A Igreja também entrou em um longo período de atividade missionária e expansão entre as várias tribos. Enquanto os arianistas instituíam a pena de morte para os pagãos praticantes, o que mais tarde se tornaria o catolicismo também se espalhou entre os húngaros, os germânicos,] os celtas, os bálticos e alguns povos eslavos.
Por volta de 500, o cristianismo foi completamente integrado à cultura bizantina e do Reino Ostrogótico e Bento de Núrsia estabeleceu sua regra monástica, criando um sistema de regulamentos para a fundação e administração de mosteiros. O monaquismo tornou-se uma força poderosa em toda a Europa e deu origem a muitos dos primeiros centros de aprendizagem, mais notoriamente na Irlanda, Escócia e Gália, contribuindo para o Renascimento Carolíngio do século IX.
No século VII, os muçulmanos conquistaram a Síria (incluindo Jerusalém), o norte da África e a Espanha, convertendo parte da população cristã ao islamismo e colocando o restante sob um estatuto legal separado. Parte do sucesso dos muçulmanos foi devido à exaustão do Império Bizantino em suas décadas de conflito com a Pérsia. A partir do século VIII, com a ascensão dos líderes carolíngios, o papado buscou maior apoio político no Reino Franco.
A Idade Média trouxe grandes mudanças dentro da igreja. O Papa Gregório Magno reformou dramaticamente a estrutura e administração eclesiástica. No início do século VIII, a iconoclastia tornou-se uma questão polêmica, quando foi patrocinada pelos imperadores bizantinos. O Segundo Concílio de Niceia (787) finalmente se pronunciou a favor dos ícones religiosos. No início do século X, o monaquismo cristão ocidental foi ainda mais rejuvenescido pela liderança do grande mosteiro beneditino da Abadia de Cluny.
No Ocidente, a partir do século XI, algumas escolas catedrais mais antigas tornaram-se universidades (ver, por exemplo, Universidade de Oxford, Universidade de Paris e Universidade de Bolonha). Anteriormente, o ensino superior tinha sido o domínio das escolas catedrais ou escolas monásticas (Scholae monasticae) cristãs, lideradas por monges e freiras. Evidências de tais escolas datam do século VI. Essas novas universidades expandiram o currículo para incluir programas acadêmicos para clérigos, advogados, funcionários públicos e médicos. A universidade é geralmente considerada como uma instituição que tem sua origem no cenário cristão medieval.

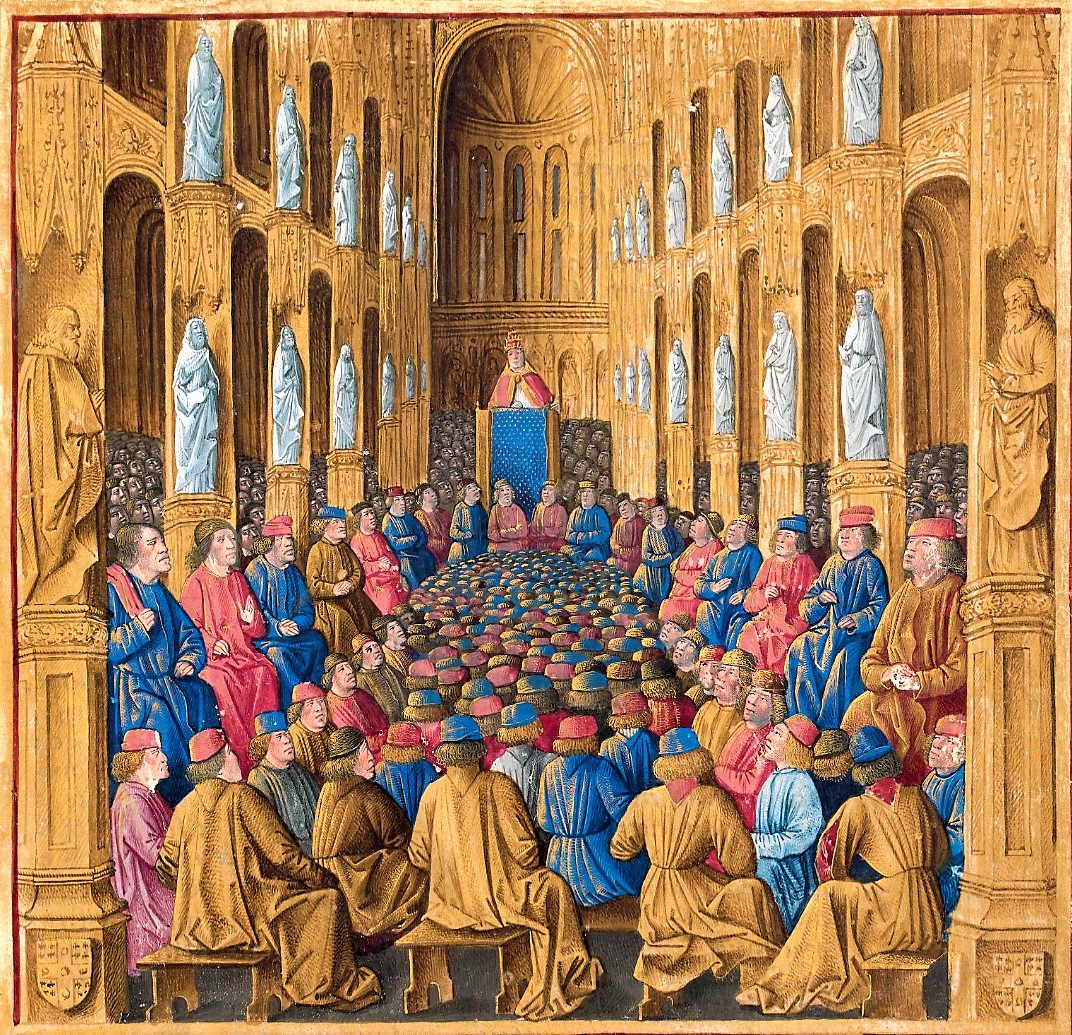
O Papa Urbano II no Concílio de Clermont, onde ele pregou a Primeira Cruzada

Acompanhando o surgimento das "cidades novas" em toda a Europa, foram fundadas ordens mendicantes, trazendo a vida religiosa consagrada do mosteiro para o novo ambiente urbano. Os dois principais movimentos mendicantes foram os franciscanos e os dominicanos, fundados por Francisco de Assis e Domingos de Gusmão, respectivamente. Ambas as ordens fizeram contribuições significativas para o desenvolvimento das grandes universidades da Europa. Outra nova ordem foram os cistercienses, cujos grandes mosteiros isolados lideraram o assentamento de antigas áreas selvagens. Neste período, a construção de igrejas e a arquitetura eclesiástica atingiram novos patamares, culminando nas ordens de arquitetura românica e gótica e na construção das grandes catedrais europeias.
O nacionalismo cristão surgiu durante esta época em que os cristãos sentiram o impulso de recuperar terras nas quais o cristianismo havia florescido historicamente. Em 1095, sob o pontificado de Urbano II, as Cruzadas foram lançadas. Estas foram uma série de campanhas militares na Terra Santa e em outros lugares, iniciadas em resposta aos apelos do imperador bizantino Aleixo I Comneno contra a expansão turca. As Cruzadas acabaram fracassando em abafar a agressão islâmica e até mesmo contribuiu para a inimizade cristã com o saque de Constantinopla durante a Quarta Cruzada.
Durante um período que se estende do século VII ao XIII, a igreja cristã passou por uma alienação gradual, resultando em um cisma que dividiu o cristianismo em um ramo chamado latino ou ocidental, a Igreja Católica Romana, e um ramo oriental, em grande parte grego, a Igreja Ortodoxa. Estas duas igrejas discordam sobre uma série de processos e questões administrativas, litúrgicas e doutrinais, principalmente a primazia da jurisdição papal. O Segundo Concílio de Lyon (1274) e o Concílio de Florença (1439) tentaram reunir as igrejas, mas em ambos os casos, os ortodoxos orientais se recusaram a implementar as decisões e as duas principais igrejas permanecem em cisma até os dias atuais. No entanto, a Igreja Católica Romana tem alcançado união com várias pequenas igrejas orientais.
No século XIII, uma nova ênfase no sofrimento de Jesus, exemplificada pela pregação dos franciscanos, teve como consequência voltar a atenção dos fiéis para os judeus, a quem os cristãos haviam colocado a culpa pela morte de Jesus. A tolerância limitada do cristianismo aos judeus não era nova — Agostinho de Hipona disse que os judeus não deveriam ter permissão para desfrutar da cidadania que os cristãos consideravam garantida — mas a crescente antipatia pelos judeus foi um fator que levou à expulsão dos judeus da Inglaterra em 1290, a primeira de muitas expulsões na Europa.
Começando por volta de 1184, após a cruzada contra a heresia dos cátaros, várias instituições, amplamente referidas como a Inquisição, foram estabelecidas com o objetivo de suprimir a heresia e assegurar a unidade religiosa e doutrinária dentro do cristianismo através da conversão e repressão.

### Reforma Protestante e Contrarreforma

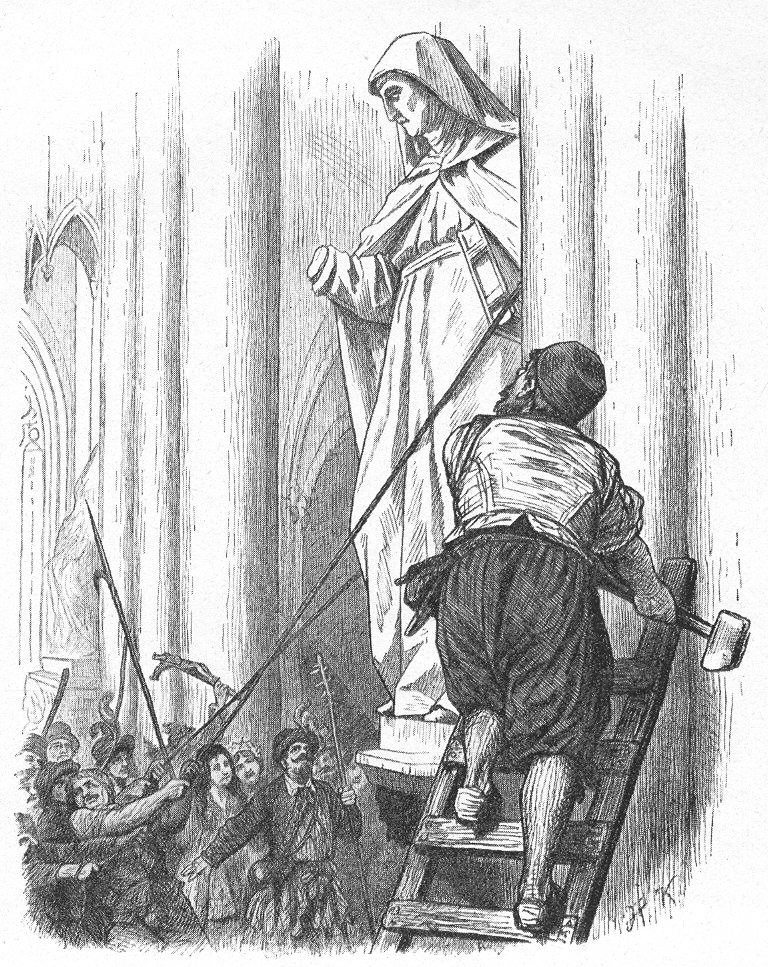
Iconoclastia protestante: o beeldenstorm durante a Reforma Protestante holandesa

O Renascimento do século XV trouxe um renovado interesse em estudos antigos e clássicos. Outra grande cisma, a Reforma, resultou na divisão da cristandade ocidental em várias denominações cristãs. Em 1517, Martinho Lutero protestou contra a venda de indulgências e logo passou a negar vários pontos-chave da doutrina católica romana. Outros, como Zwingli e Calvino ainda criticaram o ensino católico romano e adoração. Estes desafios desenvolveram no movimento chamado de protestantismo, que repudiou o primado do papa, o papel da Tradição, os sete sacramentos e outras doutrinas e práticas (ver: Cinco solas). A Reforma na Inglaterra começou em 1534, quando o Rei Henrique VIII tinha se declarado chefe da Igreja da Inglaterra. No início em 1536, os mosteiros por toda a Inglaterra, País de Gales e Irlanda foram dissolvidos.
Em parte, como resposta à Reforma Protestante, a Igreja Católica Romana engajou-se em um processo significativo de reforma e renovação, conhecido como Contrarreforma ou Reforma Católica. O Concílio de Trento reafirmou e clarificou a doutrina católica romana. Durante os séculos seguintes, a concorrência entre o catolicismo romano e o protestantismo tornou-se profundamente envolvida com as lutas políticas entre os Estados europeus.
Enquanto isso, a descoberta da América por Cristóvão Colombo em 1492 provocou uma nova onda de atividade missionária. Em parte de zelo missionário, mas sob o impulso da expansão colonial pelas potências europeias, o cristianismo se espalhou para a América, Oceania, Ásia Oriental e África Subsaariana.
Em toda a Europa, as divisões causadas pela Reforma levaram a surtos de violência religiosa e o estabelecimento de igrejas separadas do Estado na Europa Ocidental: o luteranismo em partes da Alemanha e na Escandinávia e o anglicanismo na Inglaterra em 1534. Em última instância, essas diferenças levaram à eclosão de conflitos em que a religião desempenhou um papel chave. A Guerra dos Trinta Anos, a Guerra Civil Inglesa e as Guerras religiosas na França são exemplos proeminentes. Estes eventos intensificaram o debate sobre a perseguição cristã e tolerância religiosa.
No renascimento do neoplatonismo, os humanistas renascentistas não rejeitaram o cristianismo; muito pelo contrário, muitas das maiores obras da Renascença foram dedicadas ao cristianismo e a Igreja Católica patrocinou muitas obras de arte renascentista. Grande parte, se não a maior parte, da nova arte foi encomendada ou dedicada à Igreja. Alguns estudiosos e historiadores atribuem ao cristianismo a contribuição para o surgimento da Revolução Científica. Muitas figuras históricas conhecidas que influenciaram a ciência ocidental se consideravam cristãs, como Nicolau Copérnico, Galileu Galilei, Johannes Kepler, Isaac Newton e Robert Boyle.

### Pós-iluminismo

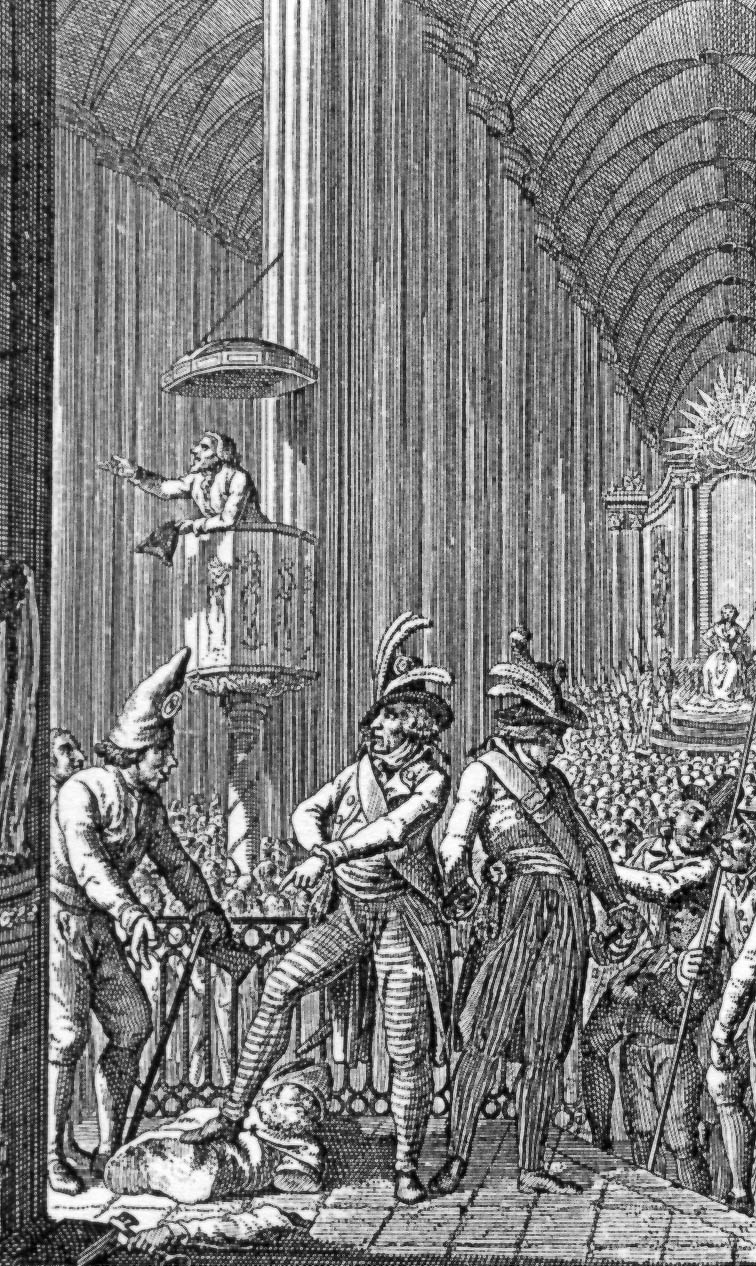
Catedral da Nossa Senhora de Estrasburgo transformada em Templo da Razão como parte da descristianização da França durante a Revolução Francesa

Na era conhecida como a Grande Divergência, quando no ocidente o Iluminismo e a revolução científica trouxeram grandes mudanças sociais, o cristianismo foi confrontado com várias formas de ceticismo e com certas ideologias políticas modernas, como as versões do socialismo e do liberalismo. Nessa época, eventos que variaram do mero anticlericalismo à explosões de violência contra o cristianismo, como a descristianização durante a Revolução Francesa, a Guerra Civil Espanhola, e a hostilidade geral dos movimentos marxistas, especialmente da Revolução Russa de 1917 quando o ateísmo Marxista-leninista desencadeou a perseguição aos Cristãos na União Soviética e a posterior perseguição aos Cristãos no Bloco do Leste sob o ateísmo de Estado.
Especialmente premente na Europa foi a formação dos Estados-nação após a era napoleônica. Em todos os países europeus, diferentes denominações cristãs encontraram-se em competição, em maior ou menor grau, umas com as outras e com o Estado. Variáveis são os tamanhos relativos das denominações e da orientação religiosa, política e ideológica do Estado. Urs Altermatt da Universidade de Friburgo, olhando especificamente para o catolicismo na Europa, identifica quatro modelos para as nações europeias. Em países tradicionalmente católicos, como Bélgica, Espanha, e até certo ponto a Áustria, comunidades religiosas e nacionais são mais ou menos idênticas. A simbiose cultural e a separação são encontradas na Polônia, Irlanda e Suíça, todos os países com denominações concorrentes. A competição é encontrada na Alemanha, nos Países Baixos e novamente na Suíça, todos os países com populações minoritárias católicas que, em maior ou menor grau, se identificam com a nação. Finalmente, a separação entre a religião (mais uma vez, especificamente o catolicismo) e do Estado é encontrada em grande parte na França e Itália, países onde o Estado se opôs-se à autoridade da Igreja Católica.
Os fatores combinados da formação dos Estados-nação e do ultramontanismo, especialmente na Alemanha e nos Países Baixos, mas também na Inglaterra em um grau muito menor, muitas vezes forçaram as igrejas, organizações e crentes católicos a escolher entre as demandas nacionais do estado e a autoridade da Igreja, especificamente do papado. Este conflito atingiu o ápice no Concílio Vaticano I, e na Alemanha levaria diretamente ao Kulturkampf.
O compromisso cristão na Europa caiu à medida que a modernidade e o secularismo se firmaram, particularmente na República Tcheca e na Estônia, enquanto os compromissos religiosos na América têm sido geralmente altos em comparação com a Europa. As mudanças no cristianismo mundial no último século foram significativas, desde 1900, o Cristianismo se espalhou rapidamente nos países do Sul Global e do Terceiro Mundo. O final do século XX mostrou a mudança da adesão cristã ao Terceiro Mundo e ao Hemisfério Sul em geral, com o Ocidente não mais sendo o principal polo do cristianismo. Aproximadamente 7 a 10% dos árabes são cristãos, mais prevalentes no Egito, Síria e Líbano.

## Demografia
Com cerca de 2,3 bilhões de adeptos, dividida em três ramos principais de católicos, protestantes e ortodoxos, o cristianismo é a maior religião do mundo. A parte cristã da população mundial representa cerca de 33% da humanidade nos últimos cem anos, o que significa que uma em cada três pessoas no mundo são cristãs. Isso mascara uma grande mudança na demografia do cristianismo; grandes aumentos no mundo em desenvolvimento (cerca de 23 000/dia) têm sido acompanhados por reduções substanciais no mundo desenvolvido, principalmente na Europa e América do Norte (cerca de 7 600/dia). O cristianismo ainda é a religião predominante na Europa, América e África Austral. Na Ásia, é a religião dominante na Geórgia, Armênia, Timor-Leste e Filipinas.
No entanto, o cristianismo está em declínio em muitas áreas, incluindo o norte e o oeste dos Estados Unidos, Oceania (Austrália e Nova Zelândia), no norte da Europa (incluindo o Reino Unido, Escandinávia e outros lugares), França, Alemanha, as províncias canadenses de Ontário, Colúmbia Britânica e Quebec, e partes da Ásia (especialmente no Oriente Médio, Coreia do Sul, Taiwan, e Macau). A população cristã não está diminuindo no Brasil, no sul dos Estados Unidos e na província de Alberta, no Canadá, mas o percentual está diminuindo. Em países como a Austrália e a Nova Zelândia, a população cristã está em declínio tanto em números quanto em percentual. Na maioria dos países desenvolvidos a frequência à igreja do mundo entre as pessoas que continuam a identificar-se como cristãs vem caindo ao longo das últimas décadas. Algumas fontes visualizam isto simplesmente como parte de um distanciamento dos membros das instituições tradicionais, enquanto outros apontam para sinais de um declínio na crença e na importância da religião em geral.
Há muitos movimentos carismáticos que se tornaram bem estabelecidos em grandes partes do mundo, especialmente na África, América Latina e Ásia. O líder muçulmano da Arábia Saudita, Sheikh Ahmad al Qatanni, informou para a Aljazeera que todos os dias 16 mil muçulmanos africanos se convertem ao cristianismo. Ele alegou que o islã estava perdendo 6 milhões de muçulmanos africanos que tornam-se cristãos por ano, incluindo os muçulmanos na Argélia, França, Índia, Marrocos, Rússia e na Turquia. Também é relatado que o cristianismo é popular entre pessoas de diferentes origens na Índia (hindus principalmente), Malásia, Mongólia, Nigéria, Coreia do Norte e Vietnã.
O cristianismo, de uma forma ou de outra, é a única religião estatal das nações seguintes: Costa Rica (católica romana), Dinamarca (Igreja Luterana), El Salvador (Católica Romana), Inglaterra (Igreja Anglicana), Finlândia (Igreja Luterana e Ortodoxa), Geórgia (Igreja Ortodoxa da Geórgia), Grécia (Igreja Ortodoxa Grega), Islândia (Igreja Luterana), Liechtenstein (Católica Romana), Malta (Católica Romana), Mônaco (Católica Romana), Noruega (Igreja Luterana), e Vaticano (católica romana). Existem inúmeros outros países, como o Chipre, que apesar de não terem uma igreja estabelecida, continuam a dar reconhecimento oficial a uma denominação cristã específica.

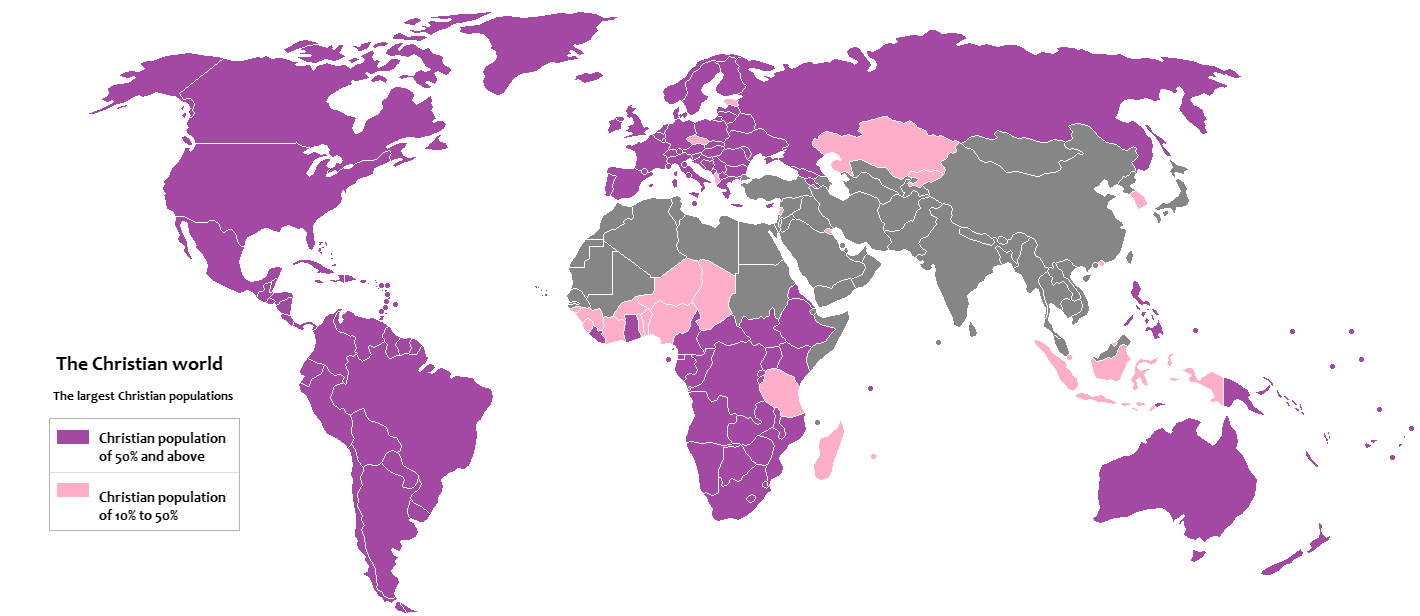
Países com uma população cristã igual ou acima de 50% (roxo) e entre 10 a 49% (rosa)
Distribuição de católicos romanos
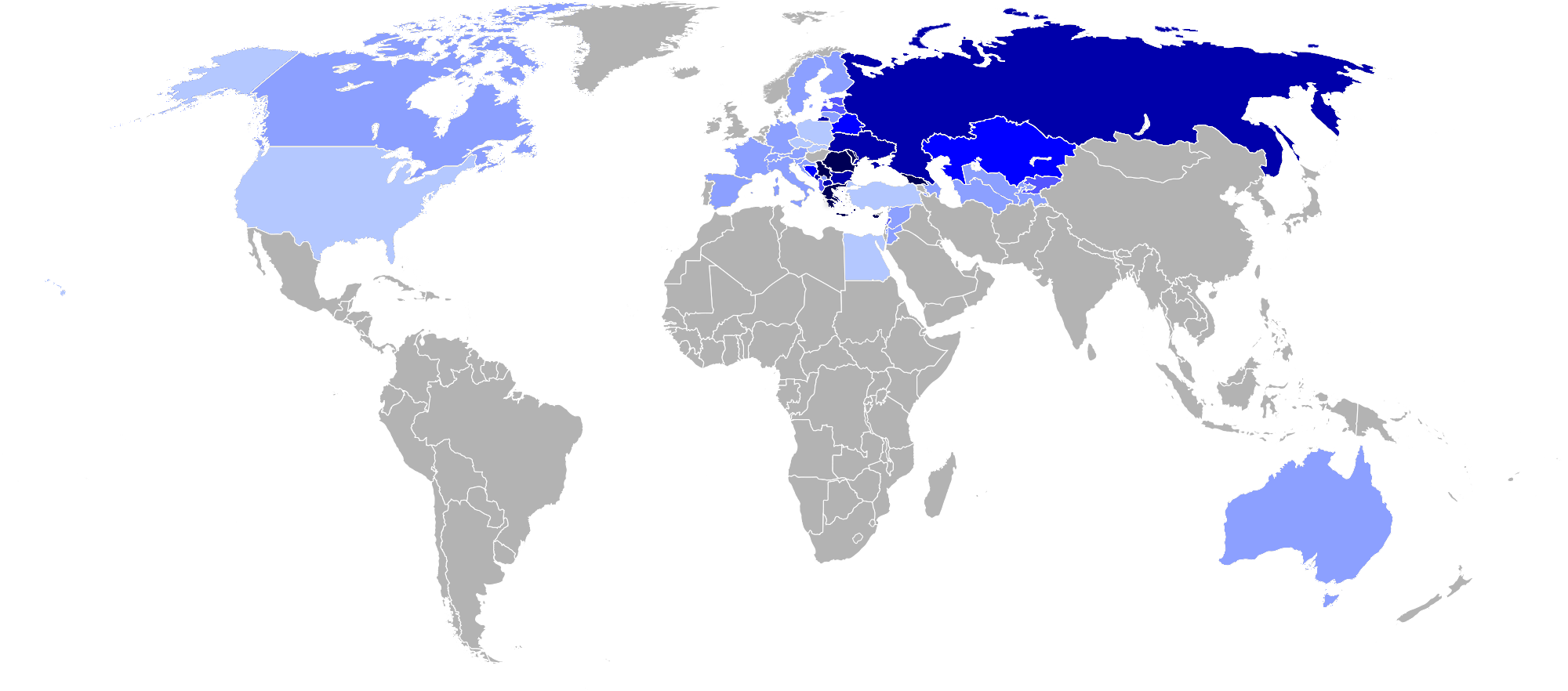
Distribuição de ortodoxos ocidentais
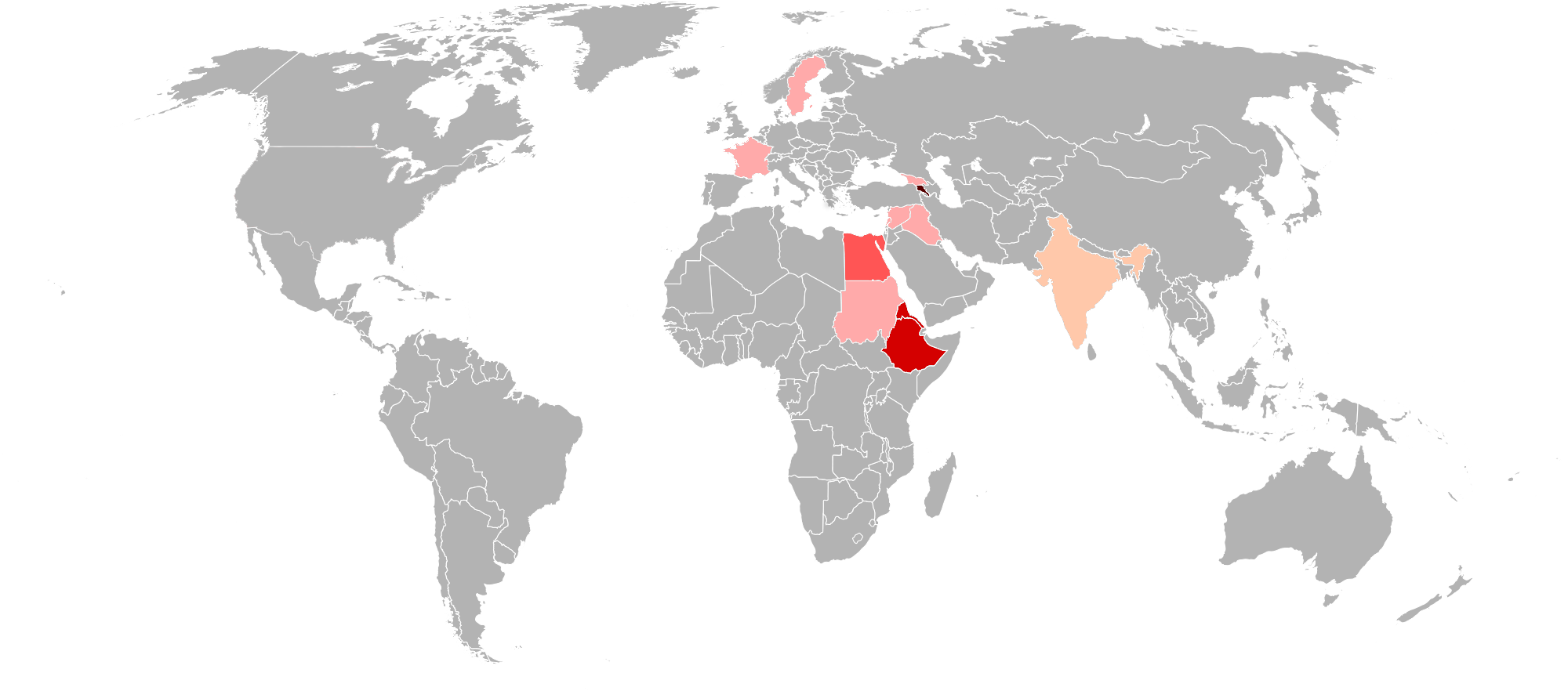
Distribuição de ortodoxos orientais
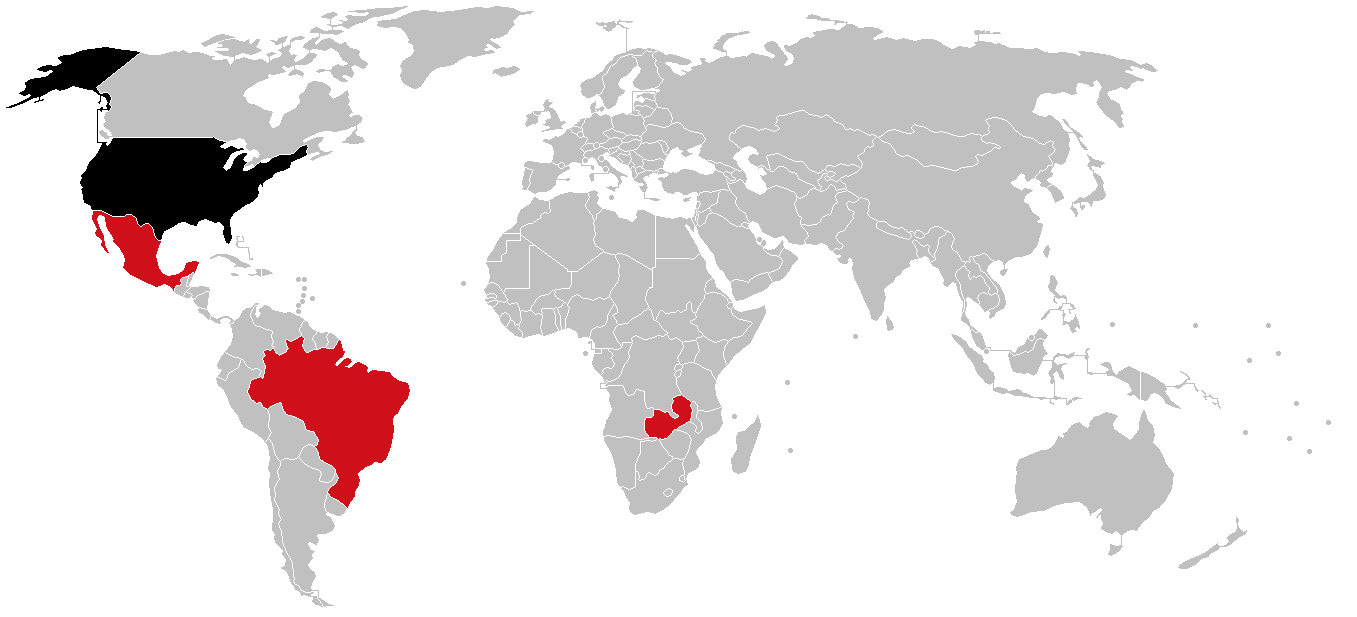
Outras distribuições cristãs: preto — mais de 10 milhões; vermelho — mais de 1 milhão
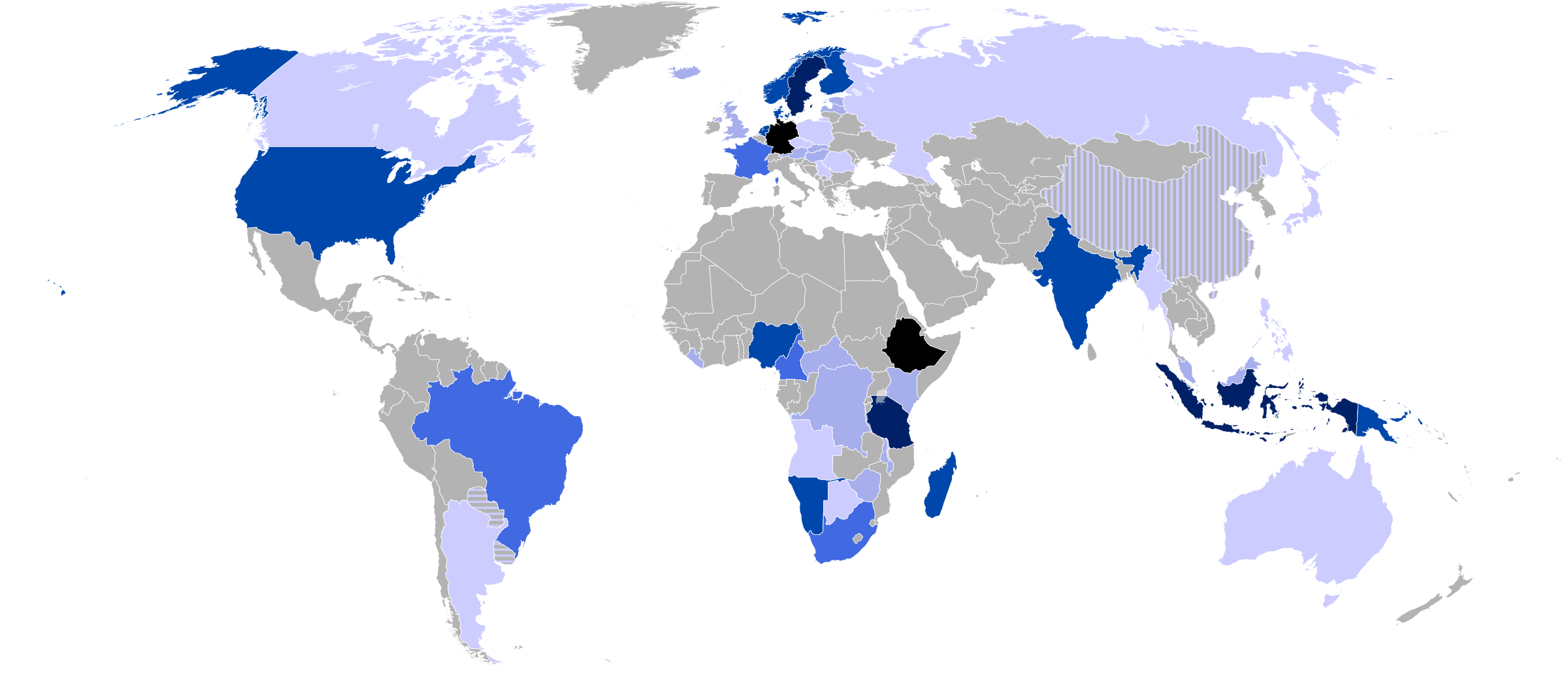
Distribuição de Luteranos pelo mundo.

## Denominações
As três divisões principais do cristianismo são o catolicismo, a ortodoxia e o protestantismo: Existem outros grupos cristãos que não se encaixam perfeitamente em uma destas categorias primárias. O Credo Niceno é "aceito como autorizado pela Igreja Católica Romana, Ortodoxa, Anglicana e as principais igrejas protestantes". Há uma diversidade de doutrinas e práticas entre os grupos que se autodenominam cristãos. Estes grupos são por vezes classificados sob denominações, embora por razões teológicas muitos grupos rejeitam este sistema de classificação. Outra distinção que às vezes é traçada é entre o cristianismo oriental e o cristianismo ocidental.

### Catolicismo

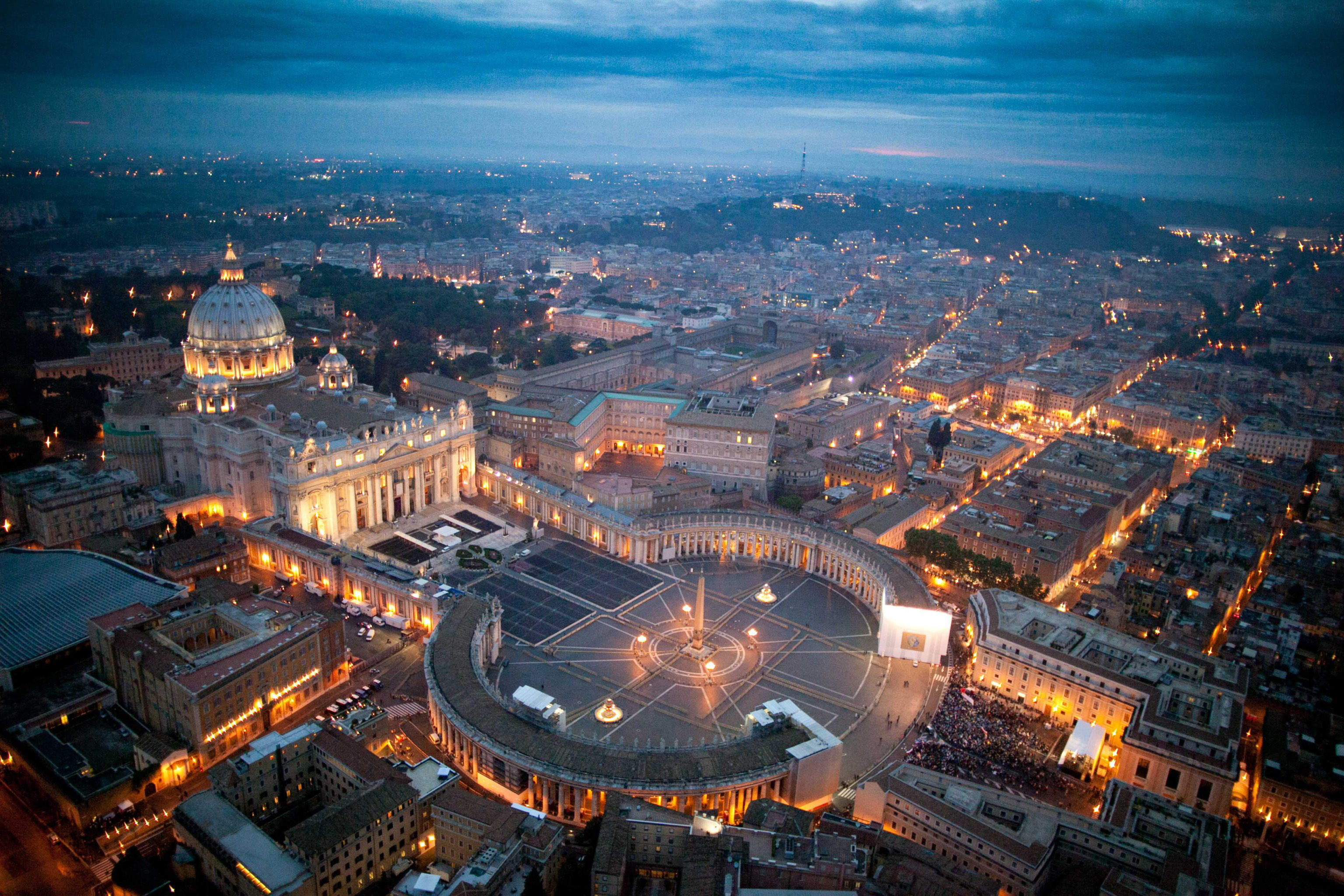
Basílica de São Pedro, na Praça de São Pedro, o centro da Igreja Católica

A Igreja Católica compreende as igrejas particulares, liderada por bispos, em comunhão com o Papa, o Bispo de Roma, como sua mais alta autoridade em matéria de moral, fé e governança da Igreja. Como a Igreja Ortodoxa, o Igreja Católica Romana, através da sucessão apostólica, traça suas origens à comunidade cristã fundada por Jesus Cristo.
Os católicos defendem que o "una, santa, católica e apostólica" fundada por Jesus subsiste plenamente na Igreja Católica Romana, mas também reconhece outras igrejas e comunidades cristãs e trabalha no sentido da reconciliação entre todos os cristãos. A fé católica é detalhada no catecismo da Igreja Católica.
As 2 782 sé episcopais são agrupadas em 23 ritos particulares, sendo o maior do rito latino, cada um com tradições distintas em relação à liturgia e à administração dos sacramentos.
Com mais de 1,1 bilhão de membros batizados, a Igreja Católica é a maior igreja cristã, representando mais da metade de todos os cristãos e um sexto da população mundial.

### Igreja Ortodoxa

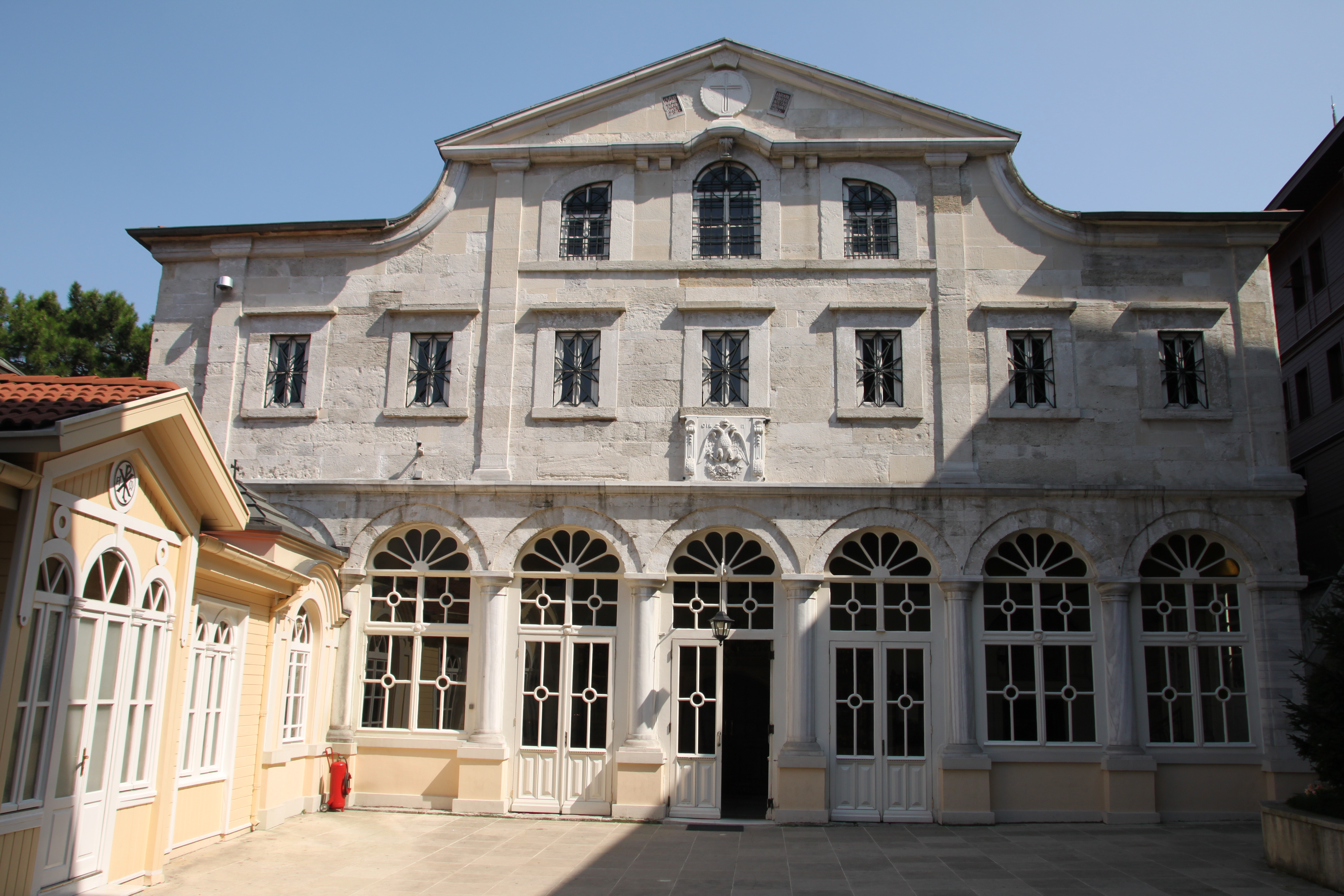
Catedral de São Jorge em Istambul: a sede do Patriarcado Ecumênico de Constantinopla, cujo líder é considerado o primus inter pares na Igreja Ortodoxa

A Igreja Ortodoxa, ou ortodoxia bizantina, compreende as igrejas em comunhão com a Sé Patriarcal do Oriente, como o Patriarcado Ecumênico de Constantinopla. Como a Igreja Católica Romana, a Igreja Ortodoxa também tem sua herança à fundação do cristianismo através da sucessão apostólica e tem uma estrutura episcopal, embora a autonomia do indivíduo, principalmente nas igrejas nacionais, seja enfatizada.
Uma série de conflitos com o cristianismo ocidental sobre questões de doutrina e autoridade culminou com o Grande Cisma. A Ortodoxia Bizantina é a segunda maior denominação única do Cristianismo, com mais de 200 milhões de adeptos, embora os protestantes, coletivamente, os superem substancialmente. Como uma das instituições religiosas mais antigas do mundo, a Igreja Ortodoxa desempenhou um papel proeminente na história e na cultura da Europa Oriental e do Sudeste europeu, do Cáucaso e do Oriente Próximo.

### Ortodoxia oriental

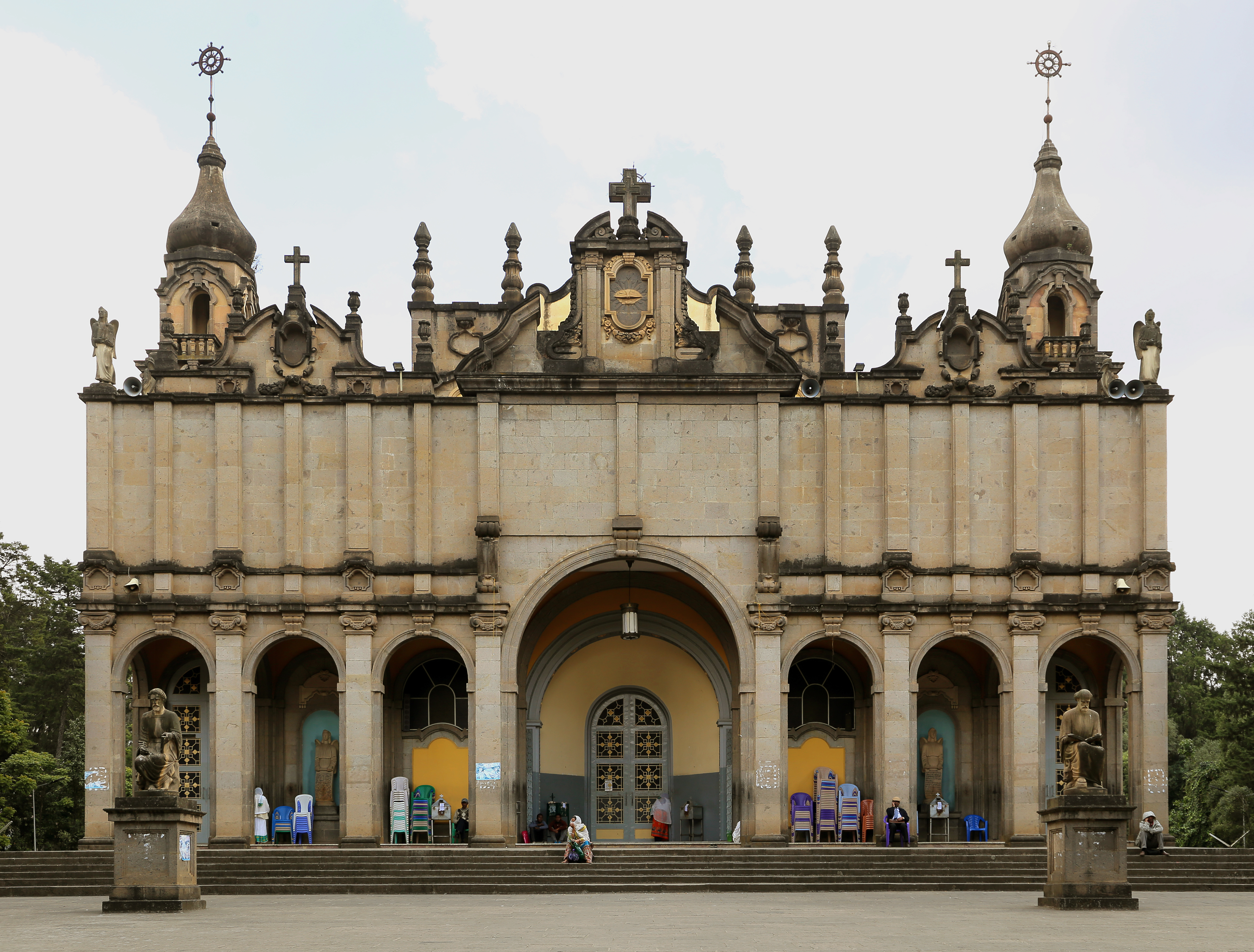
Catedral da Santíssima Trindade em Addis Ababa, a sede da Igreja Ortodoxa Etíope.

As Igrejas Ortodoxas Orientais (também chamadas de igrejas "Antigas Orientais") são aquelas igrejas orientais que reconhecem os três primeiros concílios ecumênicos — Niceia, Constantinopla e Éfeso — mas rejeitam as definições dogmáticas do Concílio de Calcedônia e, em vez disso, defendem uma cristologia miafisisma.
A comunhão Ortodoxa Oriental consiste em seis grupos: Igreja Ortodoxa Síria, Igreja Ortodoxa Copta, Igreja Ortodoxa Etíope, Igreja Ortodoxa Eritreia, Igreja Ortodoxa Siríaca Malankara (Índia) e Igreja Apostólica Armênia. Estas seis igrejas, embora estejam em comunhão umas com as outras, são completamente independentes hierarquicamente. Essas igrejas geralmente não estão em comunhão com a Igreja Ortodoxa Oriental, com a qual estão em diálogo para erigir uma comunhão. E, juntas, têm cerca de 62 milhões de membros em todo o mundo.
Como algumas das instituições religiosas mais antigas do mundo, as Igrejas Ortodoxas Orientais têm desempenhado um papel proeminente na história e cultura da Armênia, Egito, Turquia, Eritreia, Etiópia, Sudão e partes do Oriente Médio e da Índia. Como a parte cristã oriental das denominações cristãs, seus bispos são iguais em virtude da ordenação episcopal e suas doutrinas podem ser resumidas no fato de que as igrejas reconhecem a validade de apenas os três primeiros concílios ecumênicos.

### Igreja Assíria do Oriente

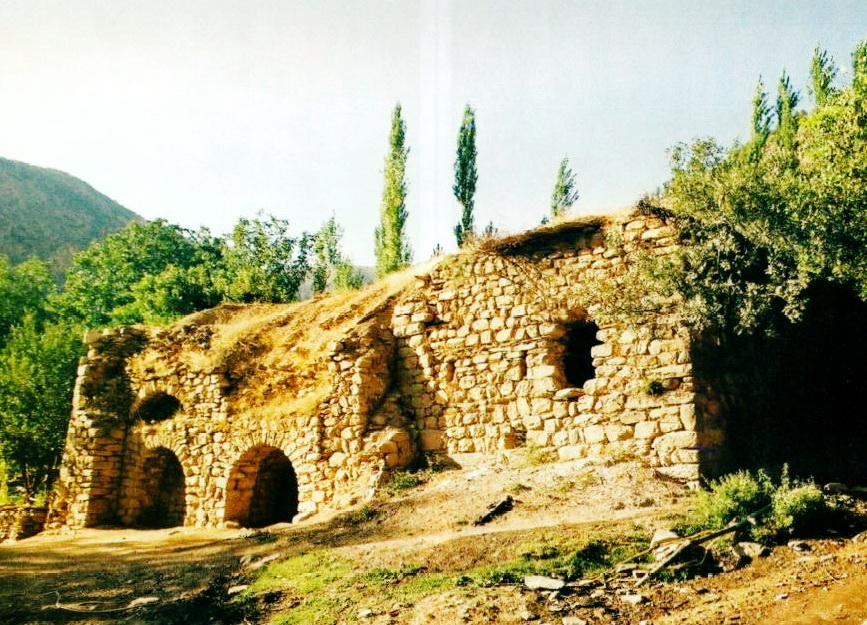
Uma igreja nestoriana do século VI na aldeia assíria de Geramon em Hakkari, sudeste da Turquia.

A Igreja Assíria do Oriente, com um patriarcado ininterrupto estabelecido no século XVII, é uma denominação cristã oriental independente que reivindica a continuidade da Igreja do Oriente — em paralelo ao patriarcado católico estabelecido no século XVI que evoluiu para a Igreja Católica Caldeia, uma igreja católica oriental em comunhão plena com o Papa. É uma igreja cristã oriental que segue a tradicional cristologia e eclesiologia da Igreja histórica do Oriente. Em grande parte anicônica e não em comunhão com qualquer outra igreja, pertence ao ramo oriental do cristianismo siríaco e usa o rito siríaco oriental em sua liturgia.
Sua principal língua falada é o siríaco, um dialeto do aramaico oriental, e a maioria de seus adeptos são assírios étnicos. Está oficialmente sediada na cidade de Erbil, no norte do Curdistão iraquiano, e sua área original também se espalha pelo sudeste da Turquia e noroeste do Irã, correspondendo à antiga Assíria. Sua hierarquia é composta por bispos metropolitanos e bispos diocesanos, enquanto o baixo clero consiste em padres e diáconos, que servem em dioceses (eparquias) e paróquias em todo o Oriente Médio, Índia, América do Norte, Oceania e Europa (incluindo o Cáucaso e a Rússia).

### Protestantismo

Principais ramos protestantes

No século XVI, Martinho Lutero, Ulrico Zuínglio e João Calvino inauguraram o que veio a ser chamado de protestantismo. Os herdeiros teológicos primários de Lutero são conhecidos como luteranos. Os herdeiros de Zwingli e Calvino são muito mais amplas denominalmente e são amplamente referidos como a Tradição Reformada.
A maioria das tradições protestantes se ramificam a partir da Tradição Reformada, de alguma forma. Além dos ramos luteranos e reformados da Reforma, há o anglicanismo após a Reforma Inglesa. A tradição anabatista foi amplamente condenada ao ostracismo por parte dos outros protestantes na época, mas conseguiu uma medida de afirmação na história mais recente. Alguns (mas não a maioria) dos batistas preferem não ser chamados de protestantes, alegando uma linha direta ancestral que remonta aos apóstolos, no século I.
Os mais antigos grupos protestantes se separaram da Igreja Católica no século XVI durante a Reforma Protestante, seguido em muitos casos, por novas divisões. Por exemplo, a Igreja Metodista surgiu do ministro anglicano John Wesley e do movimento evangélico de renovação na Igreja Anglicana. Várias igrejas pentecostais e não denominacionais, que enfatizam o poder purificador do Espírito Santo, por sua vez, cresceram a partir da Igreja Metodista.
|                                             |  |                                                                  |
| Catedral Luterana de Helsinque na Finlândia |  | Megaigreja evangélica Lakewood Church em Houston, Estados Unidos |

Devido ao fato de que metodistas, pentecostais, evangélicos e outros enfatizarem que "aceitam Jesus como seu Senhor e Salvador pessoal", o que vem da ênfase dos Irmãos Morávios e de John Wesley no Novo Nascimento, muitas vezes eles se referem a si mesmos como pessoas nascidas de novo, constituindo o movimento do evangelicalismo.
As estimativas do número total de protestantes são muito incertas, em parte devido à dificuldade em determinar quais as denominações devem ser colocadas nesta categoria, mas parece claro que o protestantismo seja o segundo maior grande grupo de cristãos após o catolicismo em número de seguidores. Todavia, a Igreja Ortodoxa é maior do que qualquer denominação protestante única.
Um grupo especial são as igrejas anglicanas descendentes da Igreja da Inglaterra e que organizaram na Comunhão Anglicana. Algumas igrejas anglicanas se consideram tanto protestantes quanto católicas. Alguns anglicanos consideram sua igreja um ramo da "Santa Igreja Católica" ao lado da Igreja Católica Romana e das Igrejas Ortodoxas Orientais, um conceito rejeitado pela Igreja Católica Romana e algumas Ortodoxas Orientais.
Alguns grupos de indivíduos que possuem princípios básicos protestantes se identificam simplesmente como "cristãos" ou "cristãos renascidos". Eles normalmente se distanciam da confessionalismo de outras comunidades cristãs, chamando a si mesmos de "não confessionais". Muitas vezes fundada por pastores individuais, eles têm pouca afiliação com denominações históricas.

### Restauracionismo

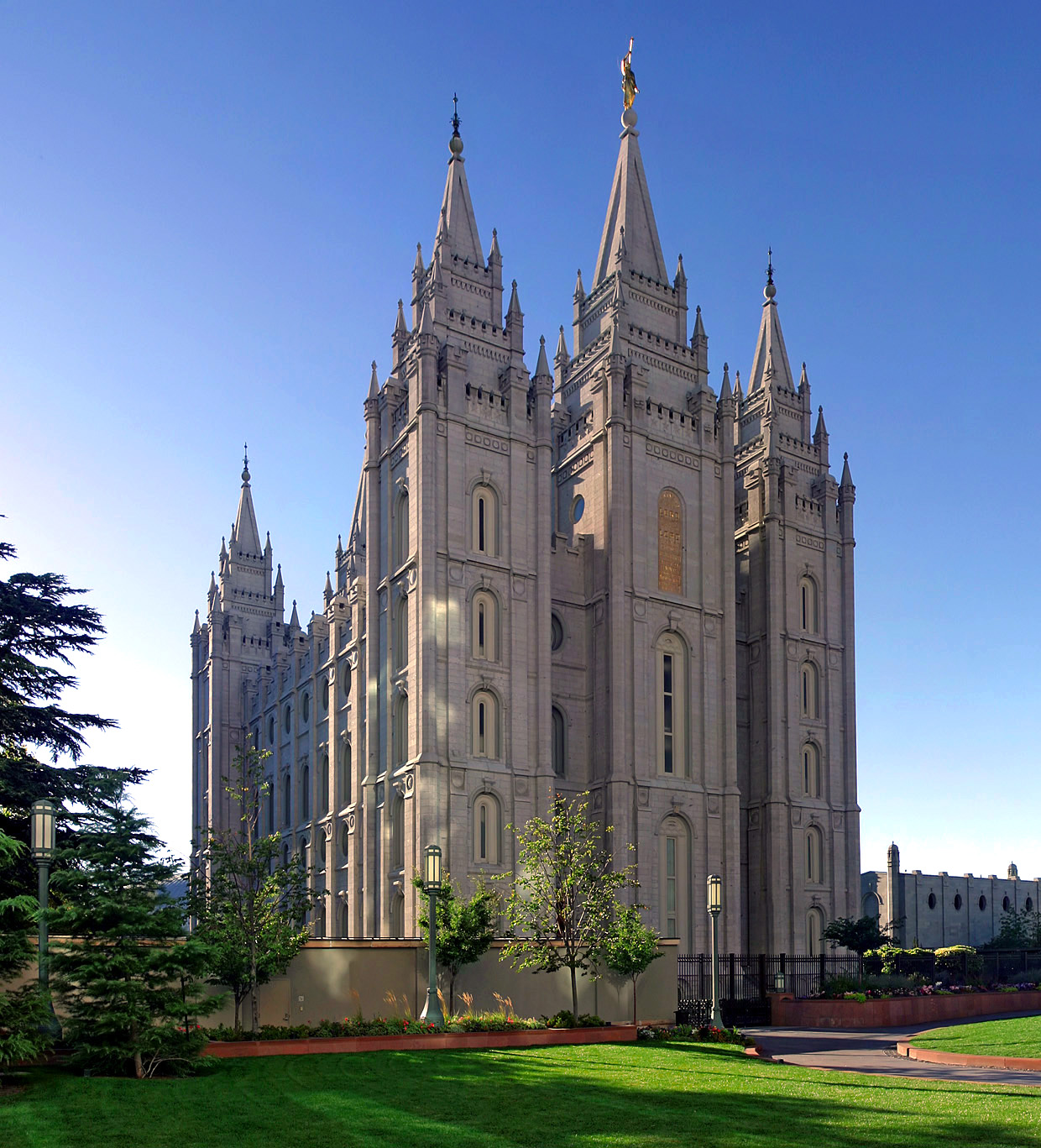
O Templo de Salt Lake, é hoje uma das imagens mais icônicas da Igreja de Jesus Cristo dos Santos dos Últimos Dias.

O Segundo Grande Despertar, um período de renascimento religioso que ocorreu nos Estados Unidos durante o início dos anos 1800, viu o desenvolvimento de um número de igrejas independentes. Elas geralmente se viam como a restauração da igreja original de Jesus Cristo, em vez de reformar uma das igrejas existentes. A crença ordinária detida pelos restauradores era que as outras divisões do cristianismo tinham introduzido defeitos doutrinários no cristianismo, que era conhecido como a Grande Apostasia (ver: Constantinismo e Reviravolta de Constantino)
Algumas das igrejas que tiveram origem durante este período são historicamente ligadas à reuniões em acampamento no centro-oeste e norte de Nova York no início de século XIX. O milenarismo e o adventismo estadunidenses, que surgiu do protestantismo evangélico, influenciou o movimento das Testemunhas de Jeová (com 7 milhões de membros), e, como uma reação especificamente para William Miller, os Adventistas do Sétimo Dia. Outros, incluindo os Discípulos de Cristo e as Igrejas de Cristo, têm suas raízes no Movimento da Restauração contemporânea de Stone-Campbell, que foi centrada em Kentucky e no Tennessee.
Outros grupos originários deste período incluem o cristadelfianos e A Igreja de Jesus Cristo dos Santos dos Últimos Dias, a maior denominação do movimento Santo dos Últimos Dias, com mais de 15 milhões de membros. Enquanto as igrejas originárias do Segunda Grande Despertar têm algumas semelhanças superficiais, sua doutrina e as práticas variam significativamente.

### Outros
O antitrinitarismo inclui todos os sistemas de crença cristã de que rejeitam, total ou parcialmente, a doutrina da Trindade, isto é, o ensinamento de que Deus é três hipóstases distintas e ainda coeternamente iguais e que estão indissoluvelmente unidas em uma essência. Na antiguidade, esporadicamente, na Idade Média, e novamente após a Reforma e até hoje, existiram pontos de vista diferentes sobre a divindade dos da Trindade e da cristologia tradicionais. Embora diversas, essas visões podem ser geralmente classificadas nos que mantêm Cristo apenas divino e não diferindo-o do Pai, aqueles que detêm Cristo como um Deus menor do que o Pai; em outras formas de ser completamente humano e um mensageiro como o humano criado perfeito.

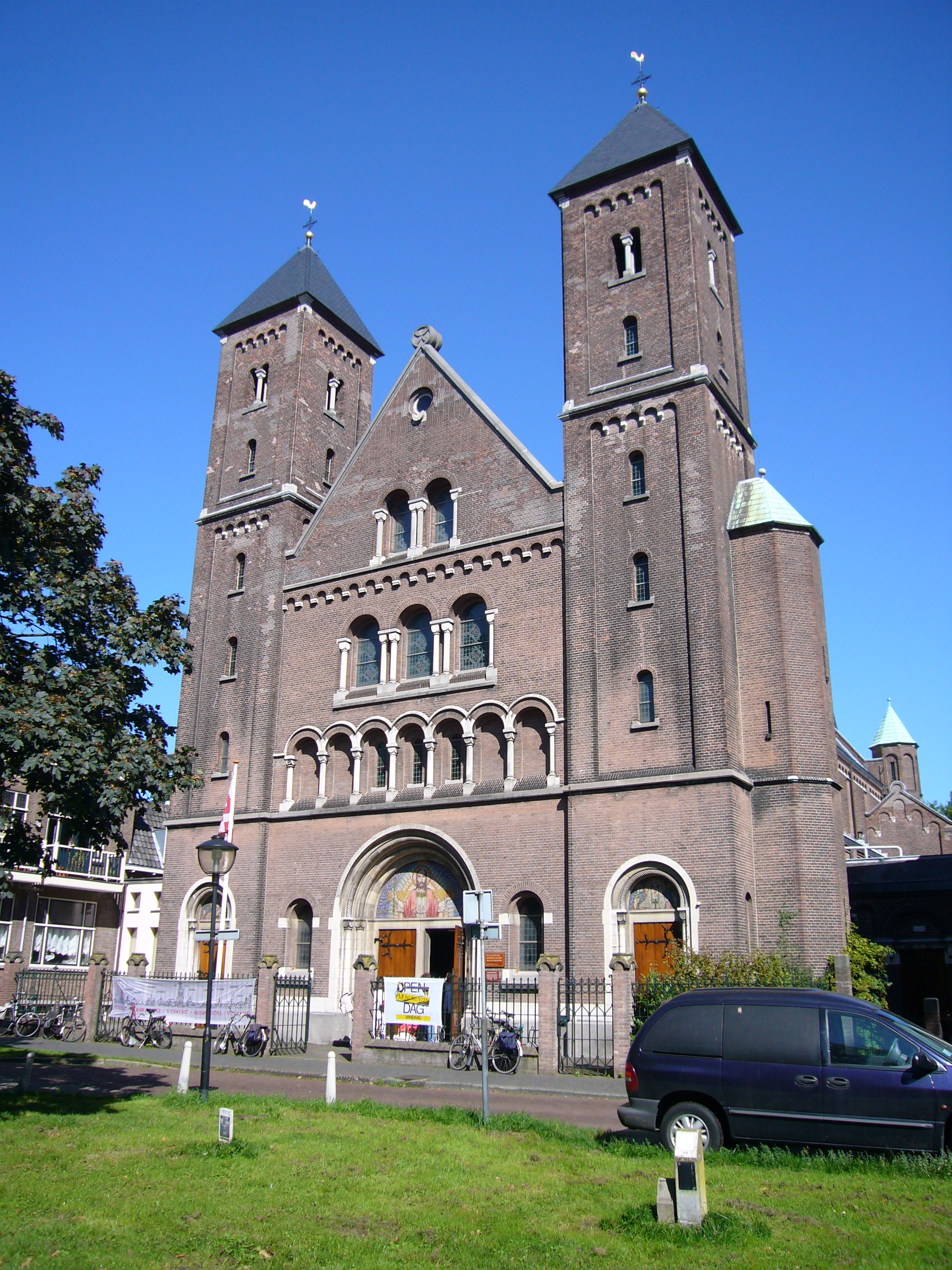
Catedral Vétero de Utrecht, nos Países Baixos, um templo da Velha Igreja Católica

Na Itália, Polônia, Lituânia, Transilvânia, Hungria, Romênia e Reino Unido, as Igrejas Unitárias surgiram da tradição da Reforma Protestante no século XVI; a Igreja Unitária da Transilvânia é um exemplo de denominação que surgiu nesta era. Eles adotaram a doutrina anabatista de credobatismo.
Várias comunidades menores, como o Velha Igreja Católica e as Igrejas Católicas Independentes, incluem a palavra católica em seu título e têm muito em comum com o catolicismo romano, mas já não estão em comunhão com a Sé de Roma. A Igreja Católica Velha está em comunhão com a Comunhão Anglicana.
Cristãos espirituais, como os doukhobors e os molocanos, romperam com a Igreja Ortodoxa Russa e mantêm estreita associação com menonitas e quakers devido a práticas religiosas semelhantes; todos esses grupos são, além disso, considerados coletivamente como igrejas da paz devido à sua crença no pacifismo.
O judaísmo messiânico (ou movimento messiânico) é o nome de um movimento cristão composto por várias correntes, cujos membros podem se considerar judeus. O movimento se originou nas décadas de 1960 e 1970 e combina elementos da prática religiosa judaica com o cristianismo evangélico. O judaísmo messiânico afirma os credos cristãos, como o messianismo e a divindade de "Yeshua" (o nome hebraico de Jesus) e a natureza trina de Deus, ao mesmo tempo que adere a algumas leis e costumes dietéticos judaicos.
Os cristãos esotéricos consideram o cristianismo uma religião de mistério e professam a existência e a posse de certas doutrinas ou práticas esotéricas, escondidas do público, mas acessíveis apenas a um estreito círculo de "iluminados", pessoas "iniciadas" ou altamente educadas. Algumas das instituições cristãs esotéricas incluem a Fraternidade Rosacruz, a Sociedade Antroposófica e o Martinismo.
O cristianismo não denominacional consiste em igrejas que tipicamente se distanciam do confessionalismo ou credo de outras comunidades cristãs por não se alinharem formalmente com uma denominação cristã específica. O cristianismo não denominacional surgiu no século XVIII através do Movimento de Restauração, com seguidores se organizando simplesmente como "cristãos" e "discípulos de Cristo", mas muitos tipicamente aderem ao cristianismo evangélico.

## Legado

### Influência na cultura ocidental
A cultura ocidental, ao longo da maior parte de sua história, foi quase equivalente à cultura cristã, e uma grande parte da população do hemisfério ocidental pode ser descrita como praticante ou cristão nominal. A noção de "Europa" e de "Mundo Ocidental" está intimamente ligada ao conceito de "Cristianismo e Cristandade". Muitos até atribuem o cristianismo por ser o elo que criou uma identidade europeia unificada.
Embora a cultura ocidental contivesse várias religiões politeístas durante seus primeiros anos sob a civilização greco-romana, à medida que o poder romano centralizado diminuía, o domínio da Igreja Católica era a única força consistente na Europa Ocidental. Até o Iluminismo, a cultura cristã guiou o curso da filosofia, literatura, arte, música e ciência ocidentais.
O cristianismo teve um impacto significativo na educação, pois a igreja criou as bases do sistema ocidental de educação e foi o patrocinador da fundação de universidades no mundo ocidental, visto que a universidade é geralmente considerada como uma instituição que tem sua origem no cenário cristão medieval. Historicamente, o cristianismo sempre foi um patrono da ciência e da medicina; muitos clérigos católicos, jesuítas em particular, foram ativos nas ciências ao longo da história e deram contribuições significativas para o desenvolvimento da ciência.
O protestantismo também teve uma influência importante na ciência. De acordo com a Tese de Merton, houve uma correlação positiva entre o surgimento do puritanismo inglês e do pietismo alemão, por um lado, e as primeiras ciências experimentais, por outro. A influência civilizadora do cristianismo inclui bem-estar social, fundação de hospitais, economia (como a ética protestante do trabalho), arquitetura, política, literatura, higiene pessoal (ablução), e vida familiar.
Cristãos orientais (particularmente cristãos nestorianos) contribuíram para a civilização islâmica árabe durante o reinado Omíada e do Abássida, traduzindo obras de filósofos gregos para o siríaco e, posteriormente, para o árabe. Eles também se destacaram em filosofia, ciência, teologia e medicina.
Os cristãos têm feito uma miríade de contribuições para o progresso humano em uma ampla e diversa gama de campos, incluindo filosofia ciência e tecnologia, belas artes e arquitetura, política, literatura, música e negócios. Em 100 anos de prêmios Nobel, entre 1901 e 2000, 65,4% dos ganhadores identificaram o cristianismo, em suas várias formas, como sua preferência religiosa.
Pós-cristianismo é o termo para o declínio do cristianismo, particularmente na Europa, Canadá, Austrália e, em menor grau, no Cone Sul, nos séculos XX e XXI, considerado em termos de pós-modernismo. Refere-se à perda do monopólio do cristianismo sobre os valores e a visão de mundo nas sociedades historicamente cristãs.
Os cristãos culturais são pessoas seculares com uma herança cristã que podem não acreditar nas reivindicações religiosas do cristianismo, mas que mantêm uma afinidade pela cultura popular, arte, música e assim por diante relacionadas à religião.

### Ecumenismo
Grupos e denominações cristãs há muito expressam ideais de reconciliação e, no século XX, o ecumenismo cristão avançou de duas maneiras. Uma maneira era uma maior cooperação entre grupos, como a Aliança Evangélica Mundial fundada em 1846 em Londres ou a Conferência Missionária de Protestantes de Edimburgo em 1910, a Comissão de Justiça, Paz e Criação do Conselho Mundial de Igrejas fundada em 1948 por igrejas protestantes e ortodoxas, e conselhos nacionais semelhantes, como o Conselho Nacional de Igrejas da Austrália, que inclui os católicos.
A outra forma era uma união institucional com igrejas unidas, uma prática que pode ser rastreada até as uniões entre luteranos e calvinistas no início do século XIX na Alemanha. Igrejas congregacionalistas, metodistas e presbiterianas uniram-se em 1925 para formar a Igreja Unida do Canadá, e em 1977 para formar a Igreja Unida na Austrália. A Igreja do Sul da Índia foi formada em 1947 pela união de igrejas anglicanas, batistas, metodistas, congregacionalistas e presbiterianas.

A Bandeira Cristã é uma bandeira ecumênica projetada no início do século XX para representar todo o cristianismo e a cristandade.
A Comunidade de Taizé destaca-se por ser composta por mais de cem irmãos de tradição protestante e católica. A comunidade destaca a reconciliação de todas as denominações e a sua igreja matriz, situada em Taizé, Saône-et-Loire, França, é denominada "Igreja da Reconciliação". A comunidade é conhecida internacionalmente, atraindo mais de 100 mil jovens peregrinos anualmente.
Passos para a reconciliação em nível global foram dados em 1965 pelas igrejas católica e ortodoxa, revogando mutuamente as excomunhões que marcaram seu Grande Cisma em 1054; a Comissão Católica Anglicana Internacional (ARCIC) trabalhando pela plena comunhão entre essas igrejas desde 1970; e algumas igrejas luteranas e católica que assinaram a Declaração Conjunta sobre a Doutrina da Justificação em 1999 para lidar com os conflitos que estão na origem da Reforma Protestante. Em 2006, o Concílio Metodista Mundial, representando todas as denominações metodistas, adotou a declaração.

## Críticas, perseguição e apologética

### Críticas

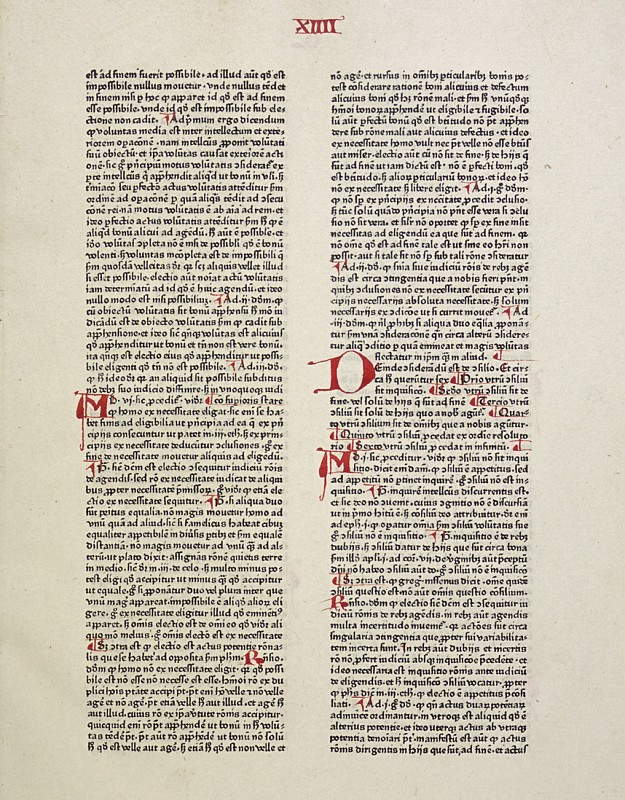
Uma cópia da Summa Theologica de Tomás de Aquino, uma famosa obra apologética cristã.

As críticas ao cristianismo e aos cristãos remontam à Era Apostólica, com o Novo Testamento registrando atritos entre os seguidores de Jesus e os fariseus e escribas (por exemplo, Mateus 15: 1–20 e Marcos 7: 1–23). No século II, o cristianismo foi criticado pelos judeus por vários motivos, por ex. que as profecias da Bíblia Hebraica não poderiam ter sido cumpridas por Jesus, visto que ele não teve uma vida de sucesso. Além disso, um sacrifício para remover pecados antecipadamente, para todos ou como um ser humano, não se encaixava no ritual de sacrifício judaico; além disso, diz-se que Deus julga as pessoas por seus atos e não por suas crenças. Um dos primeiros ataques abrangentes ao cristianismo veio do filósofo grego Celso, que escreveu A Verdadeira Palavra, uma polêmica criticando os cristãos como membros não lucrativos da sociedade. Em resposta, o padre grego Orígenes publicou seu tratado Contra Celsum, uma obra seminal da apologética cristã, que sistematicamente abordou as críticas de Celso e ajudou a trazer ao cristianismo um nível de respeitabilidade acadêmica.
No século III, as críticas ao cristianismo aumentaram. Rumores selvagens sobre os cristãos foram amplamente divulgados, alegando que eles eram ateus e que, como parte de seus rituais, devoravam crianças e se engajavam em orgias incestuosas. O filósofo neoplatonista Porfírio escreveu o Adversus Christianos, de quinze volumes, como um ataque abrangente ao cristianismo, em parte com base nos ensinamentos de Plotino.
Por volta do século XII, a Mishné Torá (por Maimônides) estava criticando o cristianismo com base na adoração de ídolos, em que os cristãos atribuíam divindade a Jesus, que tinha um corpo físico. No século XIX, Nietzsche começou a escrever uma série de polêmicas sobre os ensinamentos "não naturais" do cristianismo (por exemplo, abstinência sexual), e continuou sua crítica ao cristianismo até o fim de sua vida. No século XX, o filósofo Bertrand Russell expressou sua crítica ao cristianismo em Why I Am Not a Christian, formulando sua rejeição do cristianismo no cenário de argumentos lógicos.
A crítica ao cristianismo continua até hoje, por exemplo, teólogos judeus e muçulmanos criticam a doutrina da Trindade sustentada pela maioria dos cristãos, afirmando que esta doutrina em vigor assume que existem três deuses, indo contra o princípio básico do monoteísmo. O erudito do Novo Testamento, Robert M. Price, esboçou a possibilidade de que algumas histórias da Bíblia sejam baseadas parcialmente em mitos.

### Perseguição

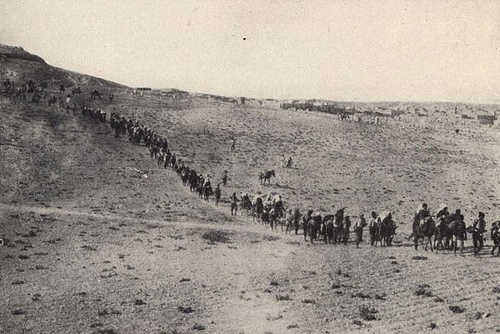
Cristãos fugindo de suas casas no Império Otomano, por volta de 1922. Muitos cristãos foram perseguidos e/ou mortos durante o Genocídio Armênio, o Genocídio Grego e o Genocídio Assírio.

Os cristãos são um dos grupos religiosos mais perseguidos do mundo, especialmente no Oriente Médio, Norte da África e Sul e Leste da Ásia. Em 2017, o Portas Abertas estimou que aproximadamente 260 milhões de cristãos são submetidos anualmente a "perseguição alta, muito alta ou extrema", sendo que a Coreia do Norte é considerada a nação mais perigosa para os cristãos.
Em 2019, um relatório encomendado pelo governo britânico para investigar a perseguição global de cristãos descobriu que a perseguição aumentou e é maior no Oriente Médio, Norte da África, Índia, China, Coreia do Norte e América Latina, entre outros, e que é global e não se limita aos Estados islâmicos. Esta investigação descobriu que aproximadamente 80% dos crentes perseguidos em todo o mundo são cristãos.

### Apologética
A apologética cristã visa apresentar uma base racional para o cristianismo. A palavra "apologética" (grego: ἀπολογητικός apologētikos) vem do verbo grego ἀπολογέομαι, apologeomai, que significa "(eu) falo em defesa de". A apologética cristã assumiu muitas formas ao longo dos séculos, começando com o apóstolo Paulo. O filósofo Tomás de Aquino apresentou cinco argumentos para a existência de Deus na Summa Theologica, enquanto sua Summa contra Gentiles foi uma importante obra apologética. Outro famoso apologista, G. K. Chesterton, escreveu no início do século XX sobre os benefícios da religião e, especificamente, do cristianismo. Famoso por usar o paradoxo, Chesterton explicou que, embora o cristianismo tivesse mais mistérios, era a religião mais prática. Ele apontou o avanço das civilizações cristãs como prova de sua praticidade. O físico e sacerdote John Polkinghorne, em sua obra Questions of Truth, discute o assunto religião e ciência, um tema que outros apologistas cristãos, como Ravi Zacharias, John Lennox e William Lane Craig se envolveram, com os dois últimos homens opinando que o modelo do Big Bang é uma evidência da existência de Deus.